# Tikal
Pour les articles homonymes, voir Tikal (homonymie).
Tikal (ou Tik’al, selon l’orthographe maya moderne) est l'un des plus grands sites archéologiques et centres urbains de la civilisation maya précolombienne. Situé dans le département du Petén (qui constitue aujourd'hui le nord du Guatemala), le site fait partie du parc national de Tikal du Guatemala, créé le 26 mai 1955. En 1979, il a été inscrit au patrimoine mondial de l’UNESCO.
Tikal était la capitale d'un État conquérant, qui fut l'un des royaumes les plus puissants des anciens Mayas,. Bien que l'architecture monumentale du site remonte jusqu’au IVe siècle av. J.-C., Tikal n’atteignit son apogée qu’au cours de la période classique (entre 200 et 900 de notre ère). À cette époque, la ville dominait politiquement, économiquement et militairement une grande partie de la région maya, tout en interagissant avec d’autres régions de toute la Mésoamérique (comme la grande métropole de Teotihuacan, dans la lointaine vallée de Mexico), et il est prouvé que Tikal fut conquise par Teotihuacan au IVe siècle de notre ère. Après la fin de la période classique tardive, aucun nouveau monument important n’a été construit à Tikal, et les palais de l'élite ont été brûlés. Ces événements se sont déroulés parallèlement au déclin démographique progressif, culminant avec l'abandon du site à la fin du Xe siècle.
Tikal est l’une des grandes cités mayas des basses terres les mieux connues, grâce à la transcription d’une longue liste de rois (dont on a découvert la plupart des tombes), ainsi que par leurs sculptures monumentales, leurs temples et leurs palais.

## Étymologie

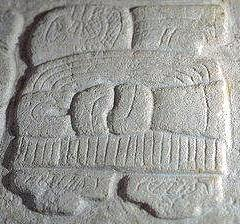
Glyphe-emblème de Tikal en forme de chignon.

Le nom de Tikal est dérivé du mot yucatèque ti ak'al, relativement récent et signifiant au trou d’eau. Pour les chasseurs et les voyageurs de la région, ce terme désignait apparemment l'un des anciens réservoirs du site. Selon une autre interprétation, il pourrait signifier le lieu des voix, lieu des langues, ou lieu des échos en langue maya itza. Quoi qu'il en soit, Tikal n’est pas l'ancien nom du site, mais plutôt le nom qui lui a été attribué peu après sa découverte dans les années 1840. Les inscriptions hiéroglyphiques découvertes dans les ruines se réfèrent à la cité antique sous le terme de Yax Mutal ou Yax Mutul, « Premier Mutal ». Tikal a peut-être été appelée ainsi parce que Dos Pilas a également utilisé le même glyphe-emblème, les rois de la cité ont sans doute voulu se singulariser comme étant la première ville à porter ce nom.
Le royaume dans son ensemble était simplement appelé Mutul, terme qui est la transcription du glyphe-emblème touffe de cheveux (voir la photo ci-contre). Sa signification précise reste obscure, bien que certains spécialistes pensent qu’il s’agirait du chignon de l’Ajaw ou du roi.

## Situation géographique

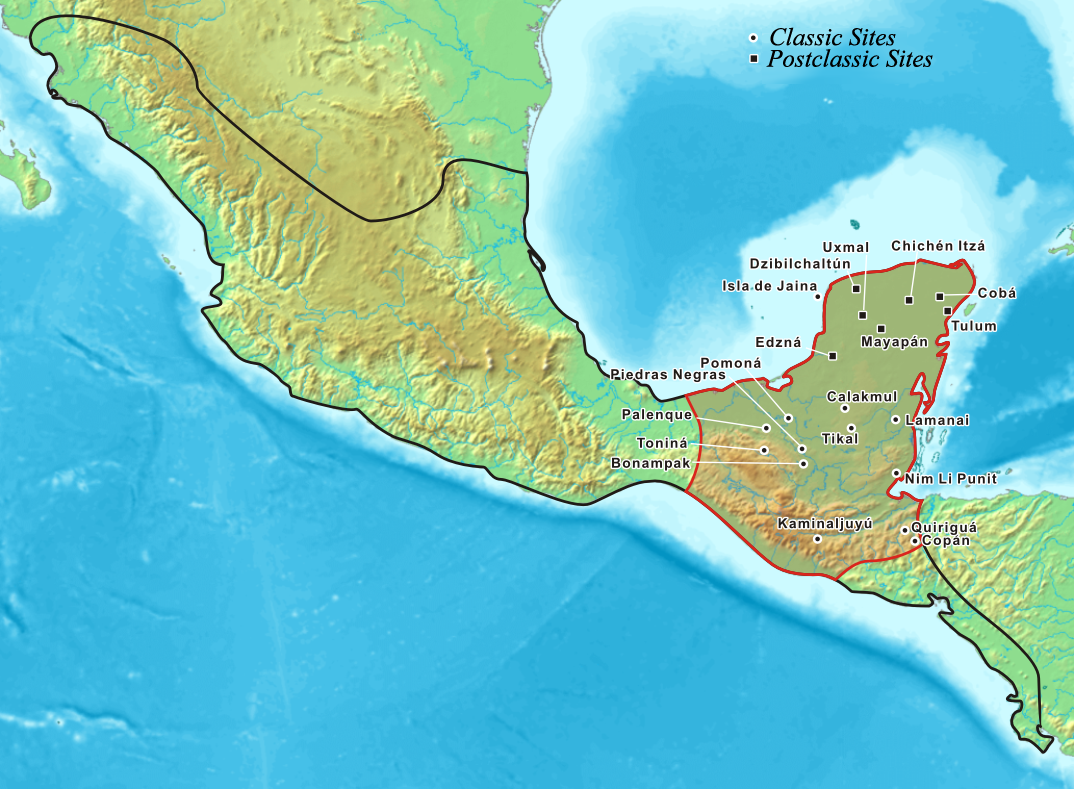
Carte de la zone maya et de sa situation en Mésoamérique. Tikal et Calakmul se trouvent toutes les deux près du centre de la région.

Les grandes villes modernes les plus proches sont Flores et Santa Elena, à 64 km environ au sud-ouest par la route. Tikal est à environ 303 km au nord de la ville de Guatemala, à 19 km au sud de la ville maya actuelle de Uaxactun et à 30 km au nord-ouest de Yaxha,. La ville était située à 100 km au sud-est de sa grande rivale de la période classique, Calakmul, et à 85 km au nord-ouest d’une cité alliée de Calakmul, Caracol, située dans ce qui est actuellement le Belize.
La ville a été complètement cartographiée et on sait qu'elle couvrait une superficie de plus de 16 km2 et rassemblait environ 3 000 structures,. Sur le plan topographique, le site est composé d'une série de crêtes calcaires parallèles s'élevant au-dessus des basses terres marécageuses. Les principaux monuments du site sont regroupés sur les zones de terrain les plus élevées et reliés par des chaussées surélevées franchissant des marais. La zone entourant Tikal constitue le parc national de Tikal et la zone protégée couvre 570 km2.
Les ruines se trouvent dans les forêts tropicales du nord du Guatemala qui ont constitué le berceau de la civilisation maya des basses terres. La ville elle-même était située sur des sols riches et fertiles et contrôlait sans doute une route commerciale naturelle, orientée est-ouest et traversant toute la péninsule du Yucatán. Parmi les arbres les plus remarquables du parc de Tikal, on trouve le gigantesque Kapok (Ceiba pentandra), l'arbre sacré des Mayas, le cèdre tropical Cedrela (Cedrela odorata) et l’Acajou du Honduras (Swietenia macrophylla). En ce qui concerne la faune, on peut y voir régulièrement l’agouti commun, le coati à nez blanc, le renard gris, l’atèle de Geoffroy, le singe hurleur, l’aigle forestier, le faucon, le dindon ocellé, divers pénélopinés, toucans, perroquets verts, ainsi que les fourmis champignonnistes. Les jaguars, les jaguarondis et les pumas se déplacent également dans le parc. Pendant des siècles, cette ville a été entièrement recouverte par la jungle. Les précipitations moyennes annuelles à Tikal atteignent 1 945 mm.
Bien qu'étant l’une des plus grandes villes de la civilisation maya classique, Tikal n’avait pas d'autre ressource en eau que les réserves qui provenaient de la pluie recueillie et stockée dans dix réservoirs. Les archéologues travaillant à Tikal au cours du XXe siècle ont rénové un de ces anciens réservoirs pour y stocker l'eau destinée à leur propre usage. L'absence de source, de rivière, de lac dans les environs immédiats de Tikal met en lumière un fait prodigieux : la construction d’une grande ville uniquement avec l'eau provenant des précipitations saisonnières stockées. Tikal a prospéré avec des techniques d'agriculture intensive qui étaient bien plus avancées que les méthodes de culture sur brûlis, théorisées à l’origine par les archéologues. Le recours aux précipitations saisonnières rendait Tikal vulnérable à la sécheresse prolongée qui pourrait selon certains avoir joué un rôle dans l'effondrement de la civilisation maya classique.
Le parc national de Tikal couvre une superficie de 576 km2. Il a été créé le 26 mai 1955 sous les auspices de l'Institut national d'anthropologie et d'histoire et a été la première zone protégée du Guatemala.
Ses coordonnées sont : 17° 13′ 00″ N, 89° 37′ 60″ O.

## Population
Les estimations de la population de Tikal varient de 10 000 à 90 000 habitants, avec l'hypothèse la plus probable se situant à l'extrémité supérieure de cette fourchette. En raison de la faible teneur en sel de l'alimentation maya, on estime que Tikal aurait dû importer 131 tonnes de sel chaque année, sur la base d’une estimation basse de la population fixée à 45 000.
La population de Tikal a amorcé une courbe de croissance continue à partir de la période préclassique (environ 2000 av. J.-C.–200 apr. J.-C.), avec un pic à la période classique tardive, la population ayant augmenté rapidement à partir de l'an 700 jusqu'en 830, croissance suivie d'une forte baisse. Pour la zone de 120 km2 relevant du territoire fortifié de l’arrière-pays, la densité de population est estimée à 517 habitants au kilomètre carré. Dans une région située à l’intérieur d'un rayon de 12 km autour du centre du site, la population à son apogée est estimée à 120 000, avec une densité de population estimée à 265 par kilomètre carré. Dans une région située dans un rayon de 25 km autour du centre du site et notamment dans les sites satellites, la population du pic est estimée à 425 000 avec une densité de 216 habitants au kilomètre carré. Ces chiffres sont encore plus impressionnants en raison des vastes étendues de marais impropres à l'habitation ou à l'agriculture. Cependant, certains archéologues, comme David Webster, pensent que ces chiffres sont beaucoup trop élevés.

## Rois
La lignée dynastique de Tikal, fondée dès le Ier siècle apr. J.-C., a duré 800 ans et comporte au moins 33 rois.
Les rois de Tikal connus sont :
| Nom (ou surnom), | Nom (ou surnom), | Nom (ou surnom), | Dates de règne                     | Ordre dans la succession dynastique | Autres Noms                                                                          |
| --- | --- | --- | ---------------------------------- | ----------------------------------- | ------------------------------------------------------------------------------------ |
| Yax Ehb' Xook | Yax Ehb' Xook | Yax Ehb' Xook | Vers 60 (fondateur de la dynastie) | 1                                   | Yax Moch Xok, Yax Chakte'l Xok, First Scaffold Shark                                 |
| « Feuille-Jaguar », que certains auteurs identifient au souverain représenté sur la Stèle 29, datée de 292 | « Feuille-Jaguar », que certains auteurs identifient au souverain représenté sur la Stèle 29, datée de 292 | « Feuille-Jaguar », que certains auteurs identifient au souverain représenté sur la Stèle 29, datée de 292 | ?                                  | ?                                   |                                                                                      |
| « Animal-Parure de Tête » | « Animal-Parure de Tête » | « Animal-Parure de Tête » | ?                                  | ?                                   | (K'inich Ehb')                                                                       |
| Siyaj Chan K'awiil I | Siyaj Chan K'awiil I | Siyaj Chan K'awiil I | Vers 307                           | 11                                  | (« Ciel d'Orage »)                                                                   |
| Unen Bahlam, dont on croyait qu'il s'agissait d'une reine, mais dont le sexe ne paraît plus clair | Unen Bahlam, dont on croyait qu'il s'agissait d'une reine, mais dont le sexe ne paraît plus clair | Unen Bahlam, dont on croyait qu'il s'agissait d'une reine, mais dont le sexe ne paraît plus clair | Vers 317                           | 12 ?                                | (« Bébé Jaguar »)                                                                    |
| « Souverain de la Plaque de Leyde » | « Souverain de la Plaque de Leyde » | « Souverain de la Plaque de Leyde » | Vers 320                           | ?                                   |                                                                                      |
| K'inich Muwaan Jol I | K'inich Muwaan Jol I | K'inich Muwaan Jol I | ? –359 (mort en 359)               | 13                                  | Mahk'ina Bird Skull, Feather Skull                                                   |
| Chak Tok Ich'aak I. Il est mort le jour-même où un certain Siyah K'ak' (« Grenouille fumante ») est arrivé à Tikal. Son palais, contrairement aux autres, n'a jamais été modifié par les rois suivants et a été au contraire entretenu pendant des siècles comme un monument visiblement sacré.                                                                                 | Chak Tok Ich'aak I. Il est mort le jour-même où un certain Siyah K'ak' (« Grenouille fumante ») est arrivé à Tikal. Son palais, contrairement aux autres, n'a jamais été modifié par les rois suivants et a été au contraire entretenu pendant des siècles comme un monument visiblement sacré.                                                                                 | Chak Tok Ich'aak I. Il est mort le jour-même où un certain Siyah K'ak' (« Grenouille fumante ») est arrivé à Tikal. Son palais, contrairement aux autres, n'a jamais été modifié par les rois suivants et a été au contraire entretenu pendant des siècles comme un monument visiblement sacré.                                                                                 | Vers 360–378                       | 14                                  | Griffe de Jaguar, Grande griffe (« griffe de pierre rouge »)                         |
| Yax Nuun Ayiin I, fils d'un seigneur de Teotihuacan dont le glyphe combine deux signes : chouette et propulseur. | Yax Nuun Ayiin I, fils d'un seigneur de Teotihuacan dont le glyphe combine deux signes : chouette et propulseur. | Yax Nuun Ayiin I, fils d'un seigneur de Teotihuacan dont le glyphe combine deux signes : chouette et propulseur. | 379–411                            | 15                                  | « Museau recourbé » (« Curl Snout » ou « Curl Nose » dans les ouvrages anglo-saxons) |
| Siyah Chan K'awil II | Siyah Chan K'awil II | Siyah Chan K'awil II | 411–456                            | 16                                  | (« Ciel d'Orage II »)                                                                |
| K'an Chitam (« Pécari-serpent ») | K'an Chitam (« Pécari-serpent ») | K'an Chitam (« Pécari-serpent ») | 458–486                            | 17                                  | (« Sanglier Serpent », Kan-Ak)                                                       |
| Chak Tok Ich'aak II | Chak Tok Ich'aak II | Chak Tok Ich'aak II | 486–508                            | 18                                  | Patte de jaguar II                                                                   |
| Ix Yo K'in (« Dame cœur de soleil ») | Ix Yo K'in (« Dame cœur de soleil ») | Ix Yo K'in (« Dame cœur de soleil ») | 511–527                            |                                     | (« Dame de Tikal »)                                                                  |
| Kaloomte' Bahlam | Kaloomte' Bahlam | Kaloomte' Bahlam | Vers 511–527                       |                                     | (« Tête Frisée »)                                                                    |
| « Griffe d'Oiseau » | « Griffe d'Oiseau » | « Griffe d'Oiseau » | ?                                  | 20 ?                                |                                                                                      |
| Wak Chan K'awiil. En 537, les nobles de Tikal assistent à l'arrivée en grande pompe du seigneur Wak Chan K'awiil, de retour d'un long séjour à l'étranger. Après plusieurs années de troubles à Tikal, le nouveau souverain vient prendre possession du trône laissé vacant par la mort de sa sœur. Son règne ouvre l'une des périodes les plus sombres de l'histoire de Tikal. | Wak Chan K'awiil. En 537, les nobles de Tikal assistent à l'arrivée en grande pompe du seigneur Wak Chan K'awiil, de retour d'un long séjour à l'étranger. Après plusieurs années de troubles à Tikal, le nouveau souverain vient prendre possession du trône laissé vacant par la mort de sa sœur. Son règne ouvre l'une des périodes les plus sombres de l'histoire de Tikal. | Wak Chan K'awiil. En 537, les nobles de Tikal assistent à l'arrivée en grande pompe du seigneur Wak Chan K'awiil, de retour d'un long séjour à l'étranger. Après plusieurs années de troubles à Tikal, le nouveau souverain vient prendre possession du trône laissé vacant par la mort de sa sœur. Son règne ouvre l'une des périodes les plus sombres de l'histoire de Tikal. | 537–562                            | 21                                  | (« Double Oiseau »)                                                                  |
| K'inich Waaw | K'inich Waaw | K'inich Waaw | Vers 593 – vers 628                | 22                                  | (« Crâne d'animal »)                                                                 |
| K'inich Muwaan Jol II (première moitié du VIIe siècle) | K'inich Muwaan Jol II (première moitié du VIIe siècle) | K'inich Muwaan Jol II (première moitié du VIIe siècle) | Première moitié du VIIe siècle     | 23 ou 24                            |                                                                                      |
| Nuun Ujol Chaak | Nuun Ujol Chaak | Nuun Ujol Chaak | vers 650–679                       | 25                                  | Shield Skull, Nun Bak Chak                                                           |
| Jasaw Chan K'awiil I. Il triompha dans la guerre contre Calakmul en 711. Il fut enterré dans le grand temple-pyramide I. | Jasaw Chan K'awiil I. Il triompha dans la guerre contre Calakmul en 711. Il fut enterré dans le grand temple-pyramide I. | Jasaw Chan K'awiil I. Il triompha dans la guerre contre Calakmul en 711. Il fut enterré dans le grand temple-pyramide I. | 682–734                            | 26                                  | Souverain A, « Double Lune », « Seigneur Chocolat »                                  |
| Yik'in Chan K'awiil | Yik'in Chan K'awiil | Yik'in Chan K'awiil | 734–766                            | 27                                  | Souverain B, Yaxkin Caan Chac, Sun Sky Rain                                          |
| « Roi du Temple VI » | « Roi du Temple VI » | « Roi du Temple VI » | Vers 766–768                       | 28                                  | Souverain 28                                                                         |
| Yax Nuun Ayiin II | Yax Nuun Ayiin II | Yax Nuun Ayiin II | 768–790                            | 29                                  | (« Chitiam = Pécari »)                                                               |
| Nuun Ujol K'inich | Nuun Ujol K'inich | Nuun Ujol K'inich | Vers 800 ?                         | 30 ?                                |                                                                                      |
| « Soleil Noir » (Yik'iin) | « Soleil Noir » (Yik'iin) | « Soleil Noir » (Yik'iin) | Vers 810                           | 31 ?                                |                                                                                      |
| « Joyau K'awiil » | « Joyau K'awiil » | « Joyau K'awiil » | Vers 849                           | ?                                   |                                                                                      |
| Jasaw Chan K'awiil II | Jasaw Chan K'awiil II | Jasaw Chan K'awiil II | 869 – 889                          | ?                                   |                                                                                      |

(Les noms entre guillemets sont des surnoms provisoires fondés sur leur glyphe personnel, pour les rois dont le nom en maya n'a pas encore été phonétiquement déchiffré de manière définitive. Les noms entre guillemets et entre parenthèses sont les surnoms sous lesquels ces souverains étaient connus avant le déchiffrement phonétique de leur nom).

## Histoire

### Période préclassique
Sur le site, il existe des traces d'agriculture ancienne remontant jusqu’à 1000 av. J.-C., à la période préclassique Moyenne. Une cache de céramiques datant des environs de 700–400 av. J.-C. a été trouvée dans une chultun scellée, une chambre de dépôt souterraine en forme de bouteille.
Les plus gros travaux de construction à Tikal avaient déjà été réalisés à l’époque de la période préclassique tardive, d'abord aux environs de 400–300 av. J.-C., notamment la construction des grandes pyramides et des plates-formes, bien que la ville soit encore dépassée par les sites situés plus au nord, comme El Mirador et Nakbé,. À ce moment, Tikal participait à la diffusion de la culture Chikanel qui dominait le centre et le nord des zones mayas à cette époque — une région qui comprenait la totalité de la péninsule du Yucatán, y compris le nord et l'est du Guatemala et du Belize.
Deux temples datant de fin de l'époque Chikanel avaient une superstructure de murs en maçonnerie qui étaient peut-être des voûtes en encorbellement, même si cela n'a pas été prouvé. L'un d’entre eux présentait sur les murs extérieurs des peintures élaborées représentant des personnages humains sur un fond de volutes, peintes en jaune, noir, rose et rouge.
Au Ier siècle de notre ère, de riches sépultures firent leur apparition et Tikal connut un épanouissement politique et culturel alors que ses voisins géants du Nord étaient en déclin. À la fin de la période préclassique tardive, l'art d'Izapa et le style d'architecture de la côte Pacifique ont commencé à influencer Tikal, comme le démontre une sculpture brisée provenant de l'Acropole et les premières peintures murales de la cité.

### Période classique ancienne
C’était à Tikal que la royauté dynastique était la plus profondément enracinée parmi toutes les cités mayas des basses terres. Selon les textes hiéroglyphiques plus tardifs, la dynastie a été fondée par Yax Ehb Xook, peut-être au cours du Ier siècle apr. J.-C.. Au début de la période classique ancienne, la puissance maya était concentrée à Tikal et Calakmul, au cœur du pays maya.
Tikal a peut-être profité de l'effondrement des grands États de la période préclassique comme El Mirador. À la période classique ancienne, Tikal s'est rapidement développée pour devenir la ville la plus dynamique de la région maya, stimulant ainsi le développement d'autres villes mayas situées à proximité.
La cité, cependant, a souvent été en guerre et les inscriptions retracent les alliances et les conflits avec les États mayas, comme Uaxactun, Caracol, Naranjo et Calakmul. La première partie de la période classique ancienne a vu se développer les hostilités entre Tikal et son voisin Uaxactun, puisqu'Uaxactun a rapporté la capture de prisonniers de Tikal.

#### Tikal et Teotihuacan

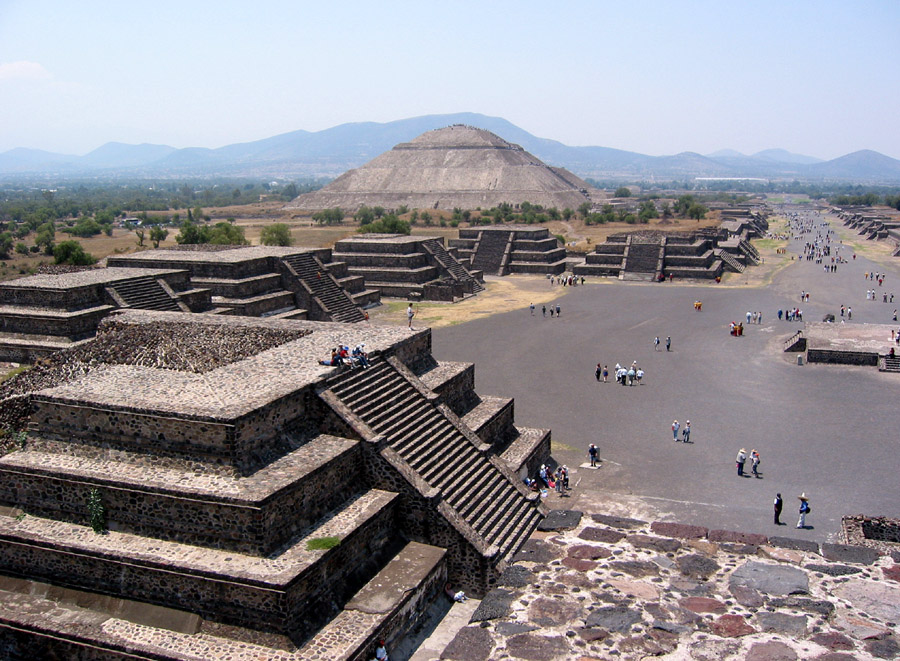
La grande métropole de Teotihuacan, dans la vallée de Mexico, semble être intervenue résolument dans la vie politique de Tikal.

Le quatorzième roi de Tikal fut Chak Tok Ich'aak I (Grande Patte de Jaguar). Chak Tok Ich'aak a construit un palais qui a été préservé et développé par les rois suivants jusqu'à ce qu'il devienne le noyau de l'Acropole centrale. On connait peu de choses sur Chak Tok Ich'aak en dehors du fait qu'il a été tué le 15 janvier 378 apr. J.-C. Le même jour, Siyaj K'ak' (connu sous le sobriquet de « Grenouille fumante » avant le déchiffrement de son nom) est arrivé de l'ouest, après avoir traversé El Perú, un site situé à l'ouest de Tikal, le 8 janvier. Sur la stèle 31, il est désigné comme le Seigneur de l'Occident. Siyaj K'ak' était probablement un général étranger au service d’un personnage désigné par un hiéroglyphe non maya représentant un propulseur (atlatl) à côté d’un hibou, un glyphe qui est bien connu dans la grande métropole de Teotihuacan de la lointaine vallée de Mexico. « Propulseur-Hibou » pourrait même avoir été le roi de Teotihuacan. Ces événements consignés suggèrent fortement que Siyaj K'ak' a conduit une expédition de Teotihuacan qui a défait le roi indigène de Tikal, qui aurait été capturé et exécuté immédiatement. Siyaj K'ak' semble avoir été aidé par une faction politique puissante à l'intérieur même de Tikal ; à peu près au moment de la conquête, un groupe d'indigènes originaires de Teotihuacan résidaient apparemment près du complexe du monde perdu. Il a également exercé son autorité sur d'autres villes de la région, y compris Uaxactun, où il devint roi, mais n'a pas gardé pour lui le trône de Tikal,. Au bout d'un an, le fils de « Propulseur-Hibou » a été installé comme quinzième roi de Tikal sous le nom d'Yax Nuun Ayiin I (« Premier Crocodile »), alors qu'il était encore un enfant, et intronisé le 13 septembre 379,. Il a régné pendant 47 ans comme roi de Tikal et est resté le vassal de Siyaj K'ak' aussi longtemps que celui-ci a vécu. Il semble probable qu'Yax Nuun Ayiin I ait pris une femme issue de la dynastie précédente de la Tikal vaincue, et donc acquis ainsi la légitimité de régner pour son fils, Siyaj Chan K'awiil II.
Río Azul, un petit site situé à 100 km au nord de Tikal, a été conquis par cette dernière pendant le règne de Yax Nuun Ayiin I. Le site est devenu un avant-poste de Tikal, se soustrayant ainsi à l'influence de villes hostiles, situées plus au nord, et est également devenu une étape commerciale vers les Caraïbes.
Bien que les nouveaux dirigeants de Tikal soient étrangers, leurs descendants ont été rapidement mayanisés. Tikal est devenu le principal allié et partenaire commercial de Teotihuacan dans les basses terres mayas. Après avoir été conquis par Teotihuacan, Tikal a rapidement dominé le nord et l'est du Petén. Uaxactun et les petites villes de la région ont été absorbées par le royaume de Tikal. D'autres sites, tels que Bejucal et Motul de San José près du lac Petén Itzá, sont devenus des vassaux de leur voisin plus puissant du nord. Vers le milieu du Ve siècle, Tikal contrôlait un territoire principal qui s’étendait au moins sur 25 km dans toutes les directions.

#### Tikal et Copán
Au Ve siècle, l'influence de la ville s'est fait sentir au sud jusqu'à Copán, dont le fondateur K'inich Yax K'uk 'Mo' était clairement lié à Tikal. Copán elle-même n'était pas située dans une région d'ethnie maya et la fondation de la dynastie de Copán est probablement consécutive à une intervention directe de Tikal. K'inich Yax K'uk' Mo' est arrivé à Copán en décembre 426 et l'analyse des os de son squelette montre qu'il a passé son enfance et sa jeunesse à Tikal. Un individu connu sous le nom d'Ajaw K'uk' Mo' (seigneur K'uk' Mo') est mentionné dans un texte remontant aux origines de Tikal et il pourrait bien s'agir de la même personne. Sa tombe possédait des caractéristiques évoquant Teotihuacan et il a été représenté dans les portraits plus tardifs, vêtu de l'habit de guerrier de Teotihuacan. Les textes hiéroglyphiques se réfèrent à lui comme au Seigneur de l'Occident, un peu comme pour Siyah K'ak. Dans le même temps, à la fin de 426, Copán a fondé le site voisin de Quiriguá, peut-être parrainé par la cité de Tikal elle-même. La création de ces deux centres a pu faire partie d'une poussée expansive tendant à imposer l'autorité de Tikal sur la partie sud-est de la région maya. L'interaction entre ces sites et Tikal s'est accentuée au cours des trois siècles qui ont suivi.

#### Tikal et Calakmul
La rivalité séculaire entre Tikal et Calakmul a pris naissance au VIe siècle, chacune des deux villes formant son propre réseau d'alliance, tous deux mutuellement hostiles et s’affrontant dans ce qui a été assimilé à une longue guerre entre les deux superpuissances mayas. Les rois de ces deux capitales ont adopté le titre de kaloomte', un terme qui n'est pas facilement traduisible, mais signifie quelque chose comme roi des rois.
Au début du VIe siècle a régné sur la ville une reine, connue seulement sous le sobriquet de Dame de Tikal, et qui était très probablement une fille de Chak Tok II Ich'aak. Elle semble n’avoir jamais exercé le pouvoir de plein droit, mais plutôt en partenariat avec des coprinces de sexe masculin. Le premier d'entre eux était Kaloomte' B'alam, qui semble avoir eu une longue carrière comme général de Tikal, avant de devenir roi associé, le 19e dans l'ordre dynastique. La Dame de Tikal elle-même semble ne pas avoir été prise en compte dans la numérotation dynastique. Il semble qu'elle ait plus tard régné avec le seigneur Griffe d’Oiseau, qui est présumé être le 20e roi, inconnu par ailleurs.
Les inscriptions font état de nombreuses alliances et conflits avec d'autres cités-États mayas, comme Uaxactun, Caracol, Naranjo ou Calakmul. Le royaume de Calakmul était devenu la cité rivale de Tikal. Pour parvenir à leur fin, les souverains de Calakmul cherchèrent à conclure des accords avec les royaumes alliés à Wak Chan K'awiil, obtenant le ralliement de la plupart des membres de sa confédération. Cette stratégie isola Tikal et la rendit vulnérable aux attaques.
Tikal finit par succomber à une attaque en 562 et connut un long déclin. Plus aucune stèle n'y fut érigée au cours des 130 années suivantes.

### Période classique tardive

#### Hiatus de Tikal
L'expression hiatus de Tikal se réfère à la période comprise entre la fin du VIe et la fin du VIIe siècle et désigne la grave crise qui s'est abattue sur la ville, marquée par l’absence d’érection de nouvelles stèles et la mutilation volontaire généralisée des sculptures publiques. Cette rupture dans l'activité de Tikal fut longtemps inexpliquée, jusqu’à ce que les déchiffrements  épigraphiques plus récents permettent d’apporter la preuve que la période avait été initiée par la défaite complète de Tikal face aux troupes de Calakmul et à la puissance politique de Caracol en l'an 562, une défaite qui semble avoir donné lieu à la capture et au sacrifice du roi de Tikal. L’Autel 21 de Caracol, bien que très abîmé, rapporte cette défaite désastreuse. Il semble que Caracol était alliée à Calakmul dans son conflit avec l’alliance de Tikal, dont la défaite a eu un impact durable sur la ville. Tikal n'a pas été mise à sac, mais sa puissance et son influence ont été anéanties. Après sa grande victoire, Caracol s’est développée rapidement et une partie de la population de Tikal a peut-être été déplacée de force dans la cité des vainqueurs. Au cours de la période de l'hiatus, au moins un dirigeant de Tikal s’est réfugié auprès de Janaab' Pakal à Palenque, une autre victime de Calakmul. Calakmul elle-même a prospéré pendant la longue période de l'hiatus de Tikal.
Le début de l'hiatus de Tikal a servi de marqueur pour les archéologues qui s’en servent généralement pour diviser la période classique de la chronologie méso-américaine en période classique ancienne et période classique tardive.

#### Tikal et Dos Pilas
En 629, Tikal a fondé Dos Pilas, à quelque 110 km au sud-ouest, dans le but de constituer un avant-poste militaire afin de contrôler le commerce le long du cours du Río de la Pasión. B'alaj Chan K'awiil fut installé sur le trône du nouvel avant-poste à l'âge de quatre ans, en 635, et pendant de nombreuses années a servi comme loyal vassal de combat son frère, le roi de Tikal. Environ vingt ans plus tard, Dos Pilas a été attaqué par Calakmul et sévèrement battu. B'alaj Chan K'awiil a été capturé par le roi de Calakmul, mais, au lieu d'être sacrifié, il a été rétabli sur son trône comme vassal de son ancien ennemi, avec qui il attaqua Tikal en 657, ce qui obligea Nuun Ujol Chaak, alors roi de Tikal, à abandonner temporairement la ville. Les deux premiers rois de Dos Pilas ont continué à utiliser Mutal, le glyphe emblème de Tikal, et ils ont probablement considéré qu'ils avaient un droit légitime sur le trône de Tikal elle-même. Pour une raison quelconque, B'alaj Chan K'awiil n'a pas été installé comme nouveau roi de Tikal, mais est resté à Dos Pilas. Tikal lança une contre-attaque contre Dos Pilas en 672, ce qui conduisit B'alaj Chan K'awiil à s’exiler pendant cinq ans. Calakmul essaya alors d'encercler Tikal au milieu d'une zone dominée par ses alliés, comme El Péru, Dos Pilas et Caracol.

#### Renouveau de Tikal
En 682, Jasaw Chan K'awiil a érigé à Tikal le premier nouveau monument depuis 120 ans et a pris le titre de kaloomte, mettant ainsi fin à l'hiatus. Il a lancé un programme de nouvelles constructions et renversé les rôles avec Calakmul en 695, en capturant le roi ennemi, plongeant ainsi l'État vaincu dans une longue période de déclin dont il ne se remettrait jamais. Jasaw Chan K'awiil choisit pour célébrer sa victoire une date symbolique, le 14 septembre 695, c'est-à-dire 13 katunob ou 256 ans après la mort de « Propulseur-Hibou », le seigneur de la prestigieuse cité de Teotihuacan. À partir du VIIe siècle, il n'y a plus aucune présence active de Teotihuacan dans aucun site maya et le centre de Teotihuacan a été brûlé entre 550 et 650. Même après cet événement, Jasaw Chan K'awiil s'est encore fait représenter en tenue de guerre de Teotihuacan, armé d'un propulseur, sur le linteau 2 du Temple I. La victoire est aussi évoquée par un autre célèbre linteau du Temple I, représentant Jasaw Chan K'awiil assis sur un palanquin, ainsi qu'une effigie de Yajaw Maan, une divinité tutélaire de Calakmul, capturée par les gens de Tikal. Après cela, Calakmul n’a plus jamais érigé de monument célébrant une victoire militaire. Cette défaite de Calakmul a redonné à Tikal la prééminence sur la région maya centrale, mais sans jamais rétablir son hégémonie sur le sud-ouest du Petén, où Dos Pilas a maintenu sa présence.
Jasaw Chan K'awiil I et son héritier Yik'in Chan K'awiil ont poursuivi les hostilités contre Calakmul et ses alliés et imposé un contrôle rigoureux sur la région entourant Tikal, étendant leur territoire jusqu’aux environs du Lac Petén Itzá. Ces deux rois ont été en grande partie à l’origine de l'architecture impressionnante visible de nos jours.
En 738, Quiriguá, un vassal de Copán, allié clé de Tikal dans le sud, renversa les alliances pour faire allégeance à Calakmul, défaire Copán et obtenir son indépendance. Il semble que ce fut le résultat d’une offensive délibérée de Calakmul pour provoquer l'effondrement des alliés de Tikal dans le sud. Cela a bouleversé l'équilibre des pouvoirs dans le sud de la région maya et conduit à un déclin irrémédiable de la puissance de Copán.
Au VIIe siècle, les souverains de Tikal collectèrent des monuments dans toute la ville et les installèrent en face de l'Acropole Nord. À la fin du VIIe siècle et au début du IXe siècle, l'activité de Tikal a ralenti. Des bâtiments impressionnants ont encore été construits, mais il existe peu d’inscriptions hiéroglyphiques se référant à des rois plus récents.

### Fin de la période classique
Au IXe siècle, la crise de l’effondrement de la civilisation maya classique a balayé la région, la population s’est effondrée et les villes, l’une après l’autre, ont été désertées. La multiplication des guerres, déjà endémiques dans la région maya, a fait que Tikal a dû supporter une forte concentration de population réfugiée près de la ville elle-même, entrainant un développement de l’agriculture intensive, avec pour conséquence une dégradation de l'environnement. Les constructions ont continué au début du siècle, avec l'érection du Temple 3, la dernière des grandes pyramides de la ville, et l'érection de monuments pour marquer le 19e K'atun en 810. Le début du 10e Bak'tun en 830 n’a pas été célébré, et il marque le début d'une interruption de 60 années, résultant probablement de l'effondrement du pouvoir central dans la ville. Au cours de cet hiatus, des sites satellites traditionnellement sous le contrôle de Tikal ont commencé à ériger leurs propres monuments célébrant les rois locaux et utilisant le glyphe-emblème Mutal, alors que Tikal n'avait apparemment plus l'autorité ou le pouvoir de s’opposer à ces manifestations d'indépendance. En 849, il est mentionné sur une stèle à Seibal que Jewel K'awiil a visité cette ville en tant que seigneur divin de Tikal, mais son nom n'est pas inscrit ailleurs et la grande puissance de Tikal n’était plus qu'un souvenir à ce moment. Les sites d’Ixlu et de Jimbal avaient alors hérité de l’exclusivité du glyphe-emblème Mutal.
Alors que Tikal et son arrière-pays atteignaient un pic de population, la zone a souffert de déforestation, d’érosion et de perte de ressources alimentaires, phénomènes suivis d'un rapide déclin démographique. Tikal et ses environs immédiats semblent avoir perdu la plus grande partie de leur population au cours de la période allant de 830 à 950 et le pouvoir central semble s’être effondré rapidement,. À Tikal, il n'existe pas beaucoup de preuves que la ville ait été directement touchée par la guerre endémique qui ravagea une partie de la région maya lors de la Période classique récente, même si un afflux de réfugiés de la région du Petexbatun pourrait avoir aggravé les problèmes résultant déjà des ressources limitées de l'environnement.

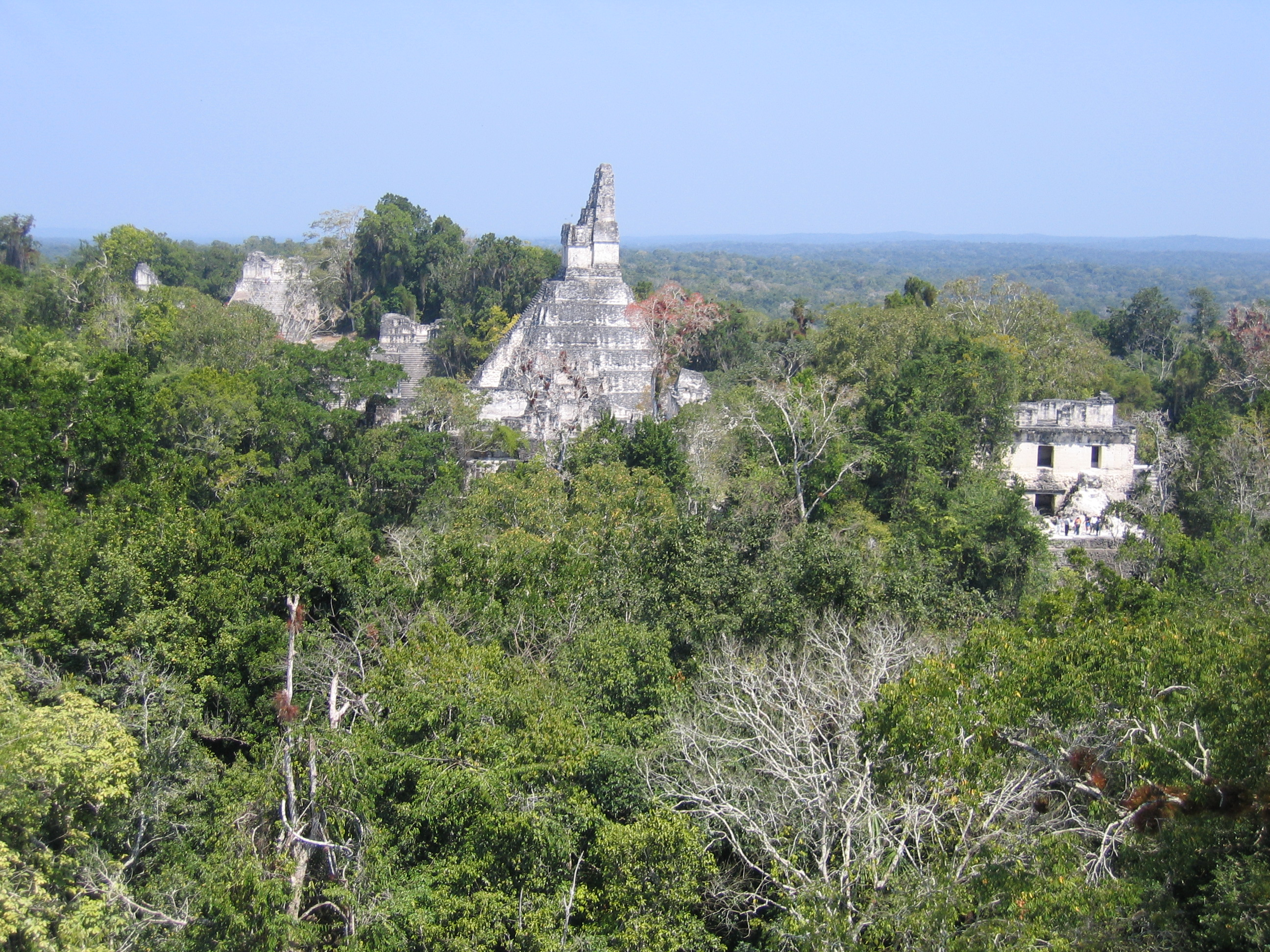
Le noyau du site vu du sud, avec le Temple I au centre, l'Acropole nord à gauche et l’Acropole Centrale à droite.

Dans la seconde moitié du IXe siècle, il y a eu une tentative de faire revivre le pouvoir royal de la ville de Tikal en déclin, comme en témoigne une stèle érigée sur la Grande Place par Jasaw Chan K'awiil II en 869. Ce fut le dernier monument érigé à Tikal avant que la ville tombe finalement dans le silence. Les anciens satellites de Tikal, comme Jimbal et Uaxactun, n'ont pas duré beaucoup plus longtemps, puisqu’ils ont érigé leurs derniers monuments en 889. À la fin du IXe siècle, la plus grande partie de la population de Tikal avait déserté la ville, ses palais royaux étaient occupés par des squatters et de simples habitations en chaume ont été érigées sur les places d'honneur de la ville. Les squatters ont bloqué certaines portes dans les pièces qu’ils ont réoccupées dans les structures monumentales du site et les déchets abandonnés comprenaient un mélange d'ordures ménagères et d’objets non utilitaires tels que des instruments de musique. Ces habitants ont réutilisé les monuments antérieurs pour leurs propres activités rituelles très éloignées de celles de la dynastie qui les avait érigées. Certains monuments ont été vandalisés et certains ont été transférés à de nouveaux endroits. Avant son abandon final, tout respect pour les anciens rois avait disparu, les tombes de l’Acropole Nord étant fouillées à la recherche du jade et les tombes les plus faciles à trouver pillées. Après 950, Tikal fut complètement désertée, bien qu’un reliquat de population ait peut-être survécu dans des huttes en matériaux périssables dispersées parmi les ruines. Même ces derniers habitants avaient abandonné la ville au cours des Xe siècle ou XIe siècle et la forêt a englouti les ruines pendant les mille années qui ont suivi. Une partie de la population de Tikal pourrait avoir migré vers la région des Lacs du Peten, qui est restée fortement peuplée, en dépit d'une chute du niveau de population dans la première moitié du IXe siècle,,.
La cause la plus probable de l'effondrement de Tikal est la surpopulation et la diminution de la production agricole. Des analyses de génétique moléculaire et géochimique révèlent une grave contamination des réservoirs d'eau potable de la ville qui ont pu être la cause de l'abandon du site. Sont pointés l’utilisation du cinabre, couleur rouge sang, dans les teintures, l'ornementation architecturale et dans les pratiques rituelles qui aurait pu ruisseler vers les réservoirs. La chute de Tikal a été un coup dur pour le cœur de la civilisation maya classique, la ville ayant été à la pointe de la vie de cour, de l’art et de l’architecture pendant plus de mille ans, avec l’ancienne dynastie régnante.
Des travaux de Kohler et coll. ont montré que cette cité avait atteint des niveaux insoutenables d'inégalités sur la fin de son existence.

### Histoire moderne

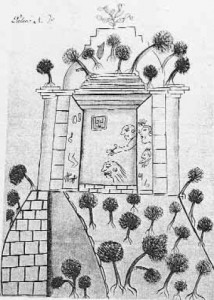
Illustration d'un temple de Tikal par Eusebio Lara, réalisée lors de la première exploration officielle du site.

En 1525, le conquistador  espagnol Hernán Cortés est passé à quelques kilomètres des ruines de Tikal, mais ne l’a pas mentionné dans ses lettres.
Comme c'est souvent le cas avec d'énormes ruines antiques, la connaissance du site n'a jamais été complètement perdue dans la région. Il semble que la population locale n'ait jamais oublié Tikal et les habitants ont guidé les expéditions du Guatemala vers les ruines dans les années 1850. Certains récits de deuxième ou de troisième main sur Tikal sont apparus en version imprimée à partir du XVIIe siècle, suivis des écrits de John Lloyd Stephens au début du XIXe siècle (Stephens et son illustrateur Frederick Catherwood avaient entendu des rumeurs au sujet d'une ville perdue, avec des bâtiments blancs dont les sommets dominaient la jungle, au cours de leur voyage dans la région en 1839-40).
Néanmoins, bien que connues des indigènes, du fait de leur éloignement des villes modernes, les ruines de Tikal ne furent explorées officiellement pour la première fois qu'en 1848 par le gouverneur du département du Petén Ambrosio Tut accompagné du colonel Modesto Mendez. Ils étaient accompagnés d’un artiste, Eusebio Lara, qui réalisa des croquis. Leur rapport fut publié en Allemagne en 1853. En 1877, un médecin et naturaliste suisse, Gustave Bernoulli, visita les sites et expédia en Suisse les plus beaux linteaux en bois des Temples I et IV. Ils sont conservés au Musée des cultures de Bâle. Plusieurs autres expéditions ont par la suite exploré, cartographié et photographié Tikal au XIXe siècle et au début du XXe siècle. Les premiers archéologues ont commencé à étudier les ruines dans les années 1880. En 1881 et 1882, Alfred Maudslay commença à dégager le site de la végétation tropicale qui le recouvrait et entreprit un travail de documentation publié dans l'encyclopédie « Biologia Centrali Americana ». Teobert Maler travailla à Tikal pour le compte du Peabody Museum en 1895 et 1904.
En 1951, une petite piste d'atterrissage a été construite près des ruines, qu’on ne pouvait atteindre auparavant qu’après un voyage de plusieurs jours à travers la jungle à pied ou à dos de mulet. En 1956, le projet Tikal a commencé à cartographier la ville sur une échelle encore inconnue dans la région maya. De 1956 à 1970, d'importantes fouilles archéologiques ont été effectuées par le Projet Tikal de l’université de Pennsylvanie. Il a permis de cartographier une grande partie du site, de fouiller et de restaurer de nombreuses structures. Les fouilles dirigées par Edwin Shook et plus tard par William Coe de l'université ont étudié l'Acropole Nord et la Place Centrale de 1957 à 1969. Le projet Tikal a répertorié plus de 200 monuments du site. En 1979, le gouvernement guatémaltèque a démarré un nouveau projet de fouilles, qui a continué jusqu'en 1984.
Le cinéaste George Lucas a utilisé Tikal comme décor dans son premier film Star Wars, Star Wars, épisode IV : Un nouvel espoir, sorti en 1977,. Les ruines servent de toile de fond à la base rebelle de Yavin.
Le temple I de Tikal a été représenté au dos du billet de 50 centavos du Quetzal guatémaltèque.
Tikal est aujourd'hui une attraction touristique majeure entourée de son propre parc national. Un musée du site a été construit à Tikal ; il a été achevé en 1964.
Le temple II fut gravement endommagé lors des célébrations mayas du 21 décembre 2012 relatives à la fin du compte long.
En 2018, 60 000 structures inexplorées ont été révélées par des archéologues avec l'aide du Lidar. Grâce aux nouvelles découvertes, certains archéologues pensent que 7 à 11 millions d'habitants des peuples mayas habitaient dans le nord du Guatemala pendant la période classique tardive de 650 à 800 apr. J.-C. Le Lidar a supprimé numériquement la canopée des arbres pour révéler des vestiges anciens et a montré que les villes mayas comme Tikal étaient plus grandes qu'on ne le pensait auparavant. Le projet a été cartographié auprès de la réserve de biosphère Maya, dans la région du Petén au Guatemala,,,,,,.
Les ruines de Tikal font partie des sites du patrimoine mondial et peuvent être visitées par le public.

## Le site

Plan du site principal.

Tikal a été partiellement restaurée par l'Université de Pennsylvanie et le  gouvernement du Guatemala. C’était l'une des plus importantes villes de la période maya classique et l'une des plus grandes cités d’Amérique. L’architecture de l'ancienne ville est construite à partir de pierres calcaires et comprend les vestiges de temples qui surplombent de 70 m, de grands palais royaux, en plus d'un certain nombre de petites  pyramides, palais, résidences, bâtiments administratifs, plates-formes et monuments de pierre avec des inscriptions gravées,. Il existe même un bâtiment qui semble avoir été une prison, construite à l'origine avec des barres de bois à travers les portes et les fenêtres. Il y a également sept courts de jeu de balle, dont une série de 3 sur la Place des sept temples, une caractéristique unique en Amérique centrale.
Le calcaire utilisé pour la construction était d’origine locale et exploité sur place. Les cavités formées par l'extraction de la pierre pour la construction ont été plâtrées afin de les imperméabiliser et elles ont été utilisées comme retenues, avec quelques cavités naturelles imperméabilisées. Les places principales ont été recouvertes de stuc et leur pente permettait de canaliser les précipitations par un système de  canaux qui alimentaient les réservoirs.
La zone résidentielle de Tikal couvre environ 60 km2, dont une grande partie n'a pas encore été dégagée, cartographiée, ou fouillée. Un vaste ensemble d’ouvrages de terrassement a été découverte autour de Tikal avec une tranchée de 6 m de large située derrière un  rempart. La zone de 16 km2 entourant le site principal a été cartographiée en détail; elle pourrait avoir délimité une surface minimale de quelque 152 km2(voir ci-dessous). Les estimations de population situent la taille démographique du site entre 10 000 et 90 000, et peut-être 425 000 avec la zone environnante.
Le site dans la forêt anthropisée est un habitat dispersé, avec de grandes chaussées mais aussi de petits chemins, autour d'un noyau central fortement concentré et de terrasses en cultures.

### Talus et fossé
En 1966, les archéologues de l'université de Pennsylvanie découvrirent un fossé et un talus formé par les déblais, allant d'est en ouest au nord de Tikal sur une longueur de 9,5 km. Une autre portion, longue de 9 km, fut découverte au sud-est de la ville. Comme les déblais formant un talus avaient été rejetés vers le centre de Tikal, on en conclut à l'époque qu'il s'agissait d'un rempart. Les travaux, repris en 2003 par l'archéologue David Webster, remirent cette théorie en question. Le talus était plus long qu'on ne le croyait (24,6 km), mais présentait d'importantes trouées et était inexistant au sud. Webster conclut qu'il est difficile de dater le système et que la théorie du rempart relève de la spéculation que rien pour l'instant ne permet de confirmer,.
Les études récentes consacrées aux ouvrages défensifs ont montré que l'ampleur des travaux de terrassement était très variable et que, dans de nombreux endroits, ils n’avaient pas de conséquence sur le plan défensif. En outre, certaines parties du terrassement ont été intégrées dans un réseau de canaux. Les travaux de terrassement de Tikal font varier de façon significative la surface qui était initialement évaluée et la ville est beaucoup plus complexe et multiforme qu'on ne le pensait.

### Chaussées
À la période classique tardive, un réseau de sacbéob (chaussées) reliant les différentes parties de la ville, s’étendait sur plusieurs kilomètres à travers le noyau urbain. Ils reliaient la grande place au temple 4 (situé à environ 750 m à l'ouest) et au temple des Inscriptions (environ 1 km au sud-est). Ces larges chaussées construites en pierres calcaires concassées et avec du plâtre ont reçu leur nom des premiers explorateurs et archéologues ; ce sont les chaussées Maler, Maudslay, Tozzer et Méndez. Elles permettaient la circulation quotidienne au cours de la saison des pluies et servaient également de barrages.
La chaussée Maler se dirige vers le nord depuis l’arrière du temple I jusqu’au Groupe H. Un grand  bas-relief est gravé sur un rocher en pierre calcaire sur le trajet de la chaussée, juste au sud du groupe H. Il représente deux captifs liés et date de la période classique tardive.
La chaussée Maudsley court sur 0,8 km au nord-est, du temple IV au groupe H.
La chaussée Mendez conduit du sud-est de la place de l'Est au temple VI, sur une distance d'environ 1,3 km,.
La chaussée Tozzer s'étend à l'ouest, de la grande place jusqu’au temple IV.

### Groupes architecturaux

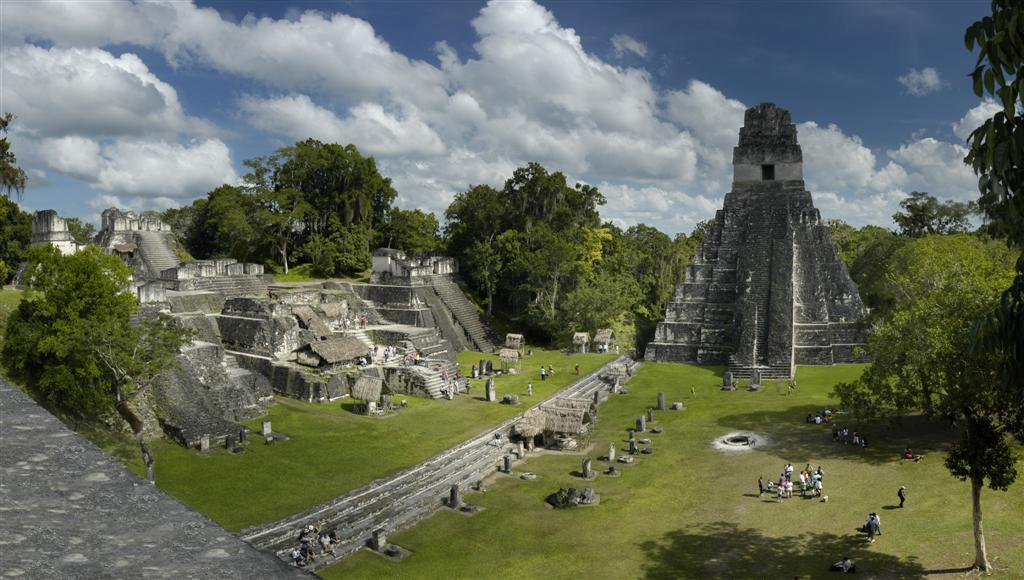
Vue panoramique de l'acropole nord, la place principale et le temple I (de gauche à droite) depuis la plateforme du temple II.

#### La grande place
Le cœur de Tikal présente une concentration de structures remarquables autour de la grande place : le temple I, le temple II, l'acropole nord et l'acropole centrale. On a retrouvé quatre sols en stuc blanc superposés, qui témoignent de rénovations successives de la place. Le plus ancien remonte à 150 av. J.-C. et le dernier à 700.
Le long de la terrasse nord se trouvent deux rangées de stèles, accompagnées ou non d'un autel. Certaines stèles sont sculptées, d'autres non. Une partie importante d'entre elles ont été déplacées : elles ont été disposées à leur emplacement actuel à l'époque postclassique, c'est-à-dire après l'effondrement du système politique de Tikal à la fin de l'époque classique. La stèle 11 est la dernière structure comportant une date en Compte long à avoir été érigée à Tikal (862).
Dans l'angle sud-est de la place se trouve le plus petit terrain de jeu de balle du site.

#### Acropole nord

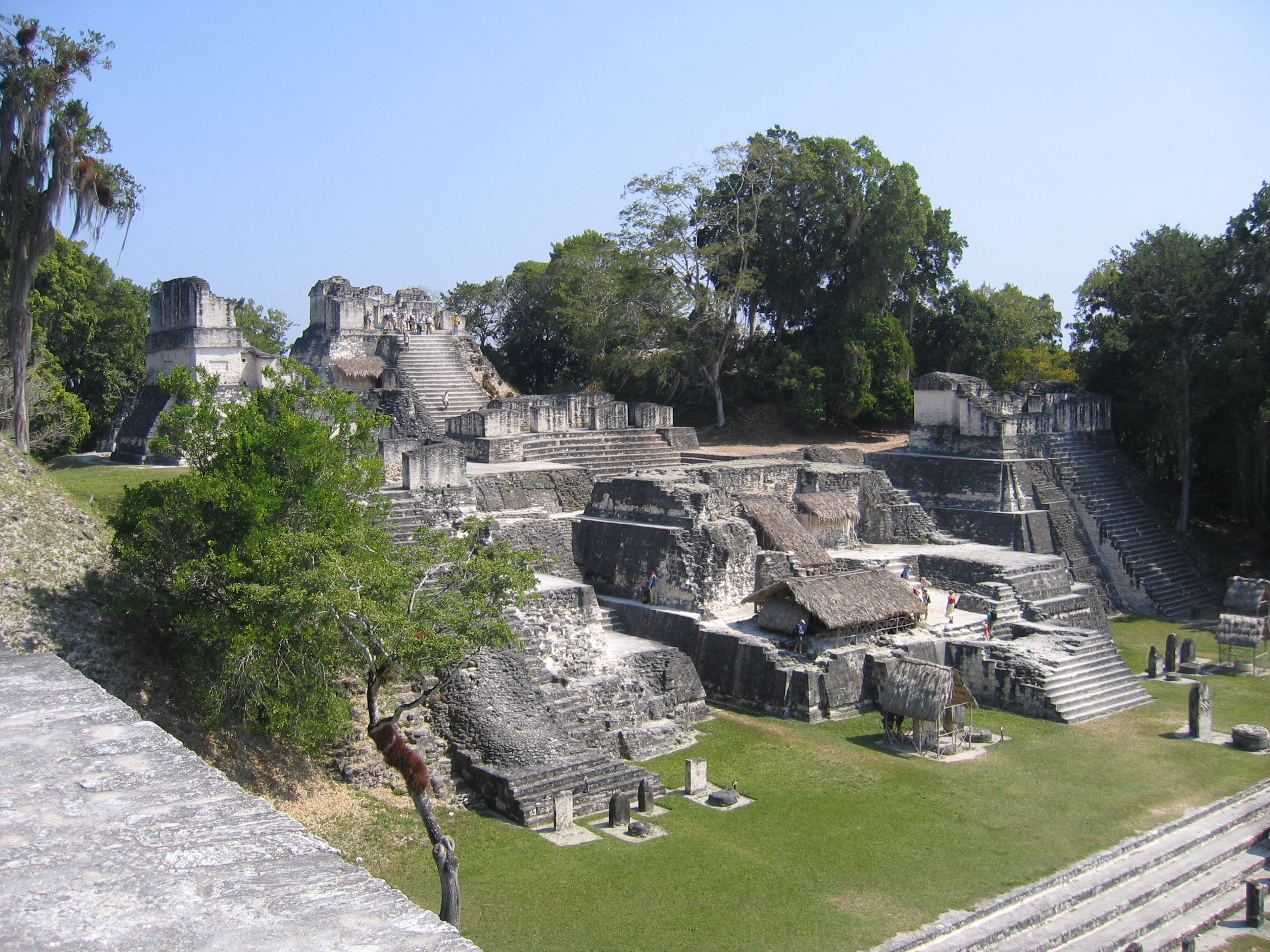
L'Acropole nord.

Avec la grande place située immédiatement au sud, c'est l'un des groupes les plus étudiés de toute l'architecture maya.
Située au nord de la grande place, l'acropole est un ensemble dont les débuts remontent au Préclassique, vers 350 av. J.-C. Une tranchée creusée par l'université de Pennsylvanie permet de se faire une idée de la complexité de cet ensemble de bâtiments superposés au fil du temps. Elle a longtemps servi de nécropole aux souverains de Tikal. Au cœur du complexe se trouve la Sépulture 85, qu'on attribue au fondateur de la dynastie, puis à chaque inhumation royale supplémentaire il a été ajouté de nouveaux temples au sommet des structures anciennes.
L'Acropole nord repose sur une plate-forme de 100 m × 80 m, qui remonte à l'époque préclassique. Huit petits temples-pyramides (structures 5D-20 à 27) sont groupés autour d'un patio. Après l'an 400 une rangée de hautes pyramides a été ajoutée à la première plate-forme Nord, la cachant peu à peu à la vue. Huit temples pyramides ont été construits au VIe siècle apr. J.-C., chacun d'eux possédant un toit savamment dentelé et un escalier flanqué de masques de dieux. Au IXe siècle de notre ère, 43 stèles et 30 autels ont été érigés sur l'acropole nord, 18 de ces monuments ont été gravés avec des textes hiéroglyphiques et sculptés de portraits royaux. L'Acropole nord a continué à recevoir des sépultures au cours de la période postclassique,.
Du côté sud ont été construits quatre temples (structures 5D-32 à 35) qui font face à la Grande Place.
Un des édifices les plus intéressants et les plus étudiés de Tikal est la Structure 5D-33, dont il existe trois versions superposées. La dernière a été construite par Jasaw Chan K'awiil I.

#### Acropole centrale
Ce complexe situé au sud de la grande place a près de 215 m de long. Des édifices, qu'on désigne sous le nom de « palais », sont groupés autour de six patios reliés par des passages ou des escaliers. Ce terme « palais » ne renvoie pas à une fonction spécifique : ces bâtiments peuvent avoir servi de résidence royale ou avoir été le siège de services administratifs.
Le palais Maler, où Teobert Maler séjourna pendant qu'il était à Tikal, et le palais aux cinq étages comptent parmi les édifices les plus remarquables de cet ensemble qui, à l'instar de l'Acropole nord, a grandi organiquement.
En suivant la chaussée Tozzer vers l'ouest, on atteint le temple III.

#### Autres groupes architecturaux
L’acropole sud se trouve à côté du Temple V. Elle a été construite sur une plate-forme de base qui couvre une superficie de plus de 20 000 m2.

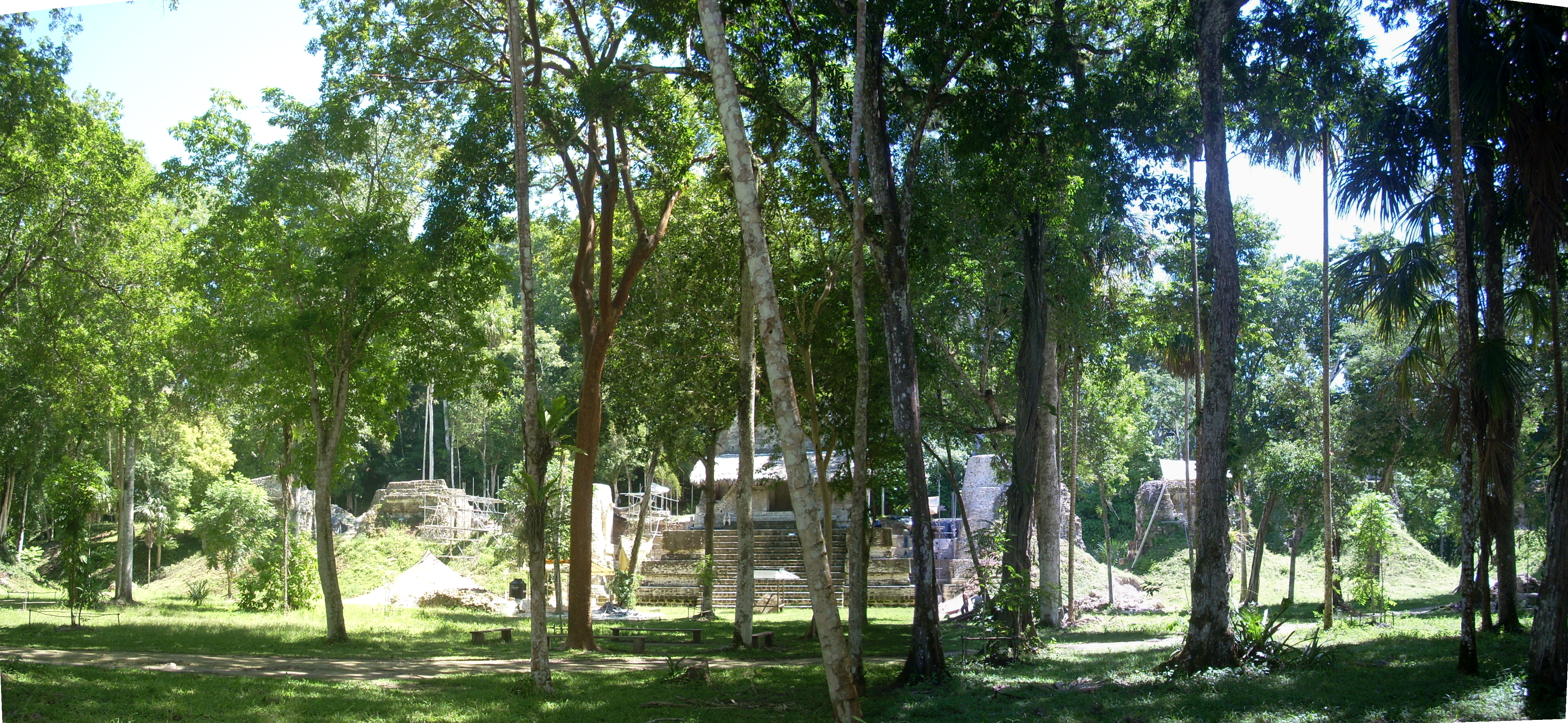
La Place des sept temples.

La place des sept temples est à l'ouest de l'Acropole sud. Elle est bordée à l'est par une rangée de temples presque identiques, par des palais sur les côtés sud et ouest et par un inhabituel triple jeu de balle sur le côté nord,.
Le groupe G se trouve juste au sud de la chaussée Mendez. Le complexe date de la période classique tardive et se compose de structures de type palais et est l'un des plus grands groupes de ce type à Tikal. Il possède deux étages, mais la plupart des pièces sont à l'étage inférieur, au total 29 pièces voûtées. Les vestiges de deux pièces supplémentaires se trouvent à l'étage supérieur. Une des entrées du groupe est encadrée par un masque gigantesque.

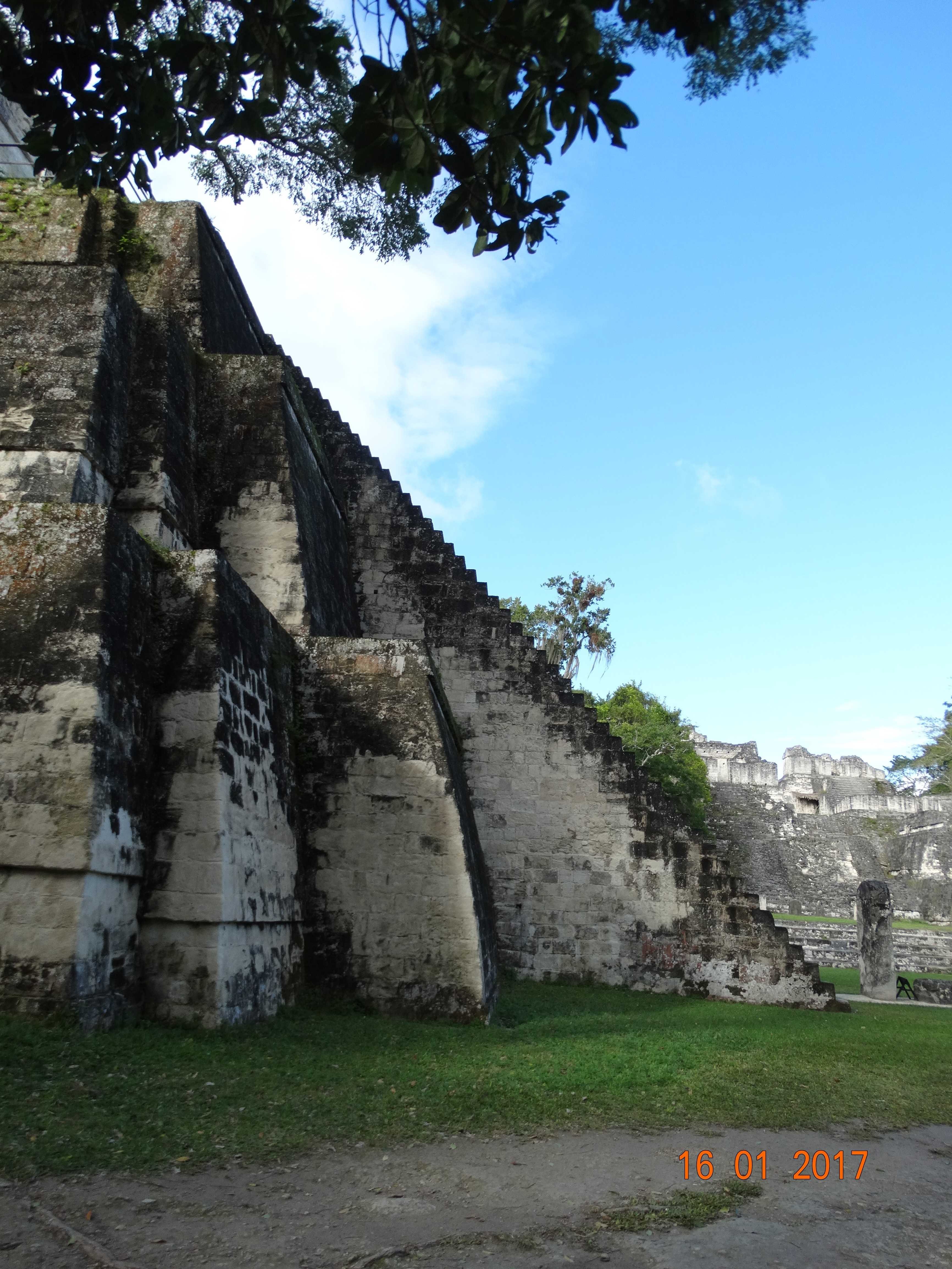
Escaliers de la pyramide.

Le groupe H est centré sur une grande place au nord de la grande place. Il est bordé par des temples datant de la période classique tardive.
Il existe neuf complexes de pyramides jumelles à Tikal, dont l'un a été complètement démantelé à une époque ancienne et quelques autres ont été partiellement détruits. Leur taille est variable, mais ils se composent de deux pyramides face à face sur un axe est-ouest. Ces pyramides sont aplaties et possèdent des escaliers sur les quatre côtés. Une rangée de stèles planes est placée immédiatement à l'ouest de la pyramide de l'est et au nord des pyramides, et se trouve à peu près à égale distance d'elles, il y a généralement une stèle sculptée et une paire d’autels. Sur le côté sud de ces complexes, se trouve un long bâtiment voûté contenant une chambre individuelle avec neuf portes. L'ensemble du complexe a été le premier à être bâti et chacun des complexes a été construit à 20 ans (ou K'atun) d'intervalle pendant la période classique tardive. Le premier complexe de pyramides jumelles a été construit au début du VIe siècle sur la place Est. On pensait autrefois que ces complexes étaient spécifiques à Tikal, mais de rares exemplaires ont été découverts sur d'autres sites, tels que Yaxha et Ixlu, et ils peuvent refléter l'étendue de la domination politique de Tikal au cours de la période classique tardive.
Le groupe Q est un complexe de pyramides jumelles, l'un des plus importants de Tikal. Il a été construit par Yax Nuun Ayiin II en 771 afin de marquer la fin du 17e K'atun. La plus grande partie a été restaurée et ses monuments ont été reconstruits.
Le groupe R est un autre complexe de pyramides jumelles, daté de 790. Il est proche de la Chaussée Maler.

### Structures

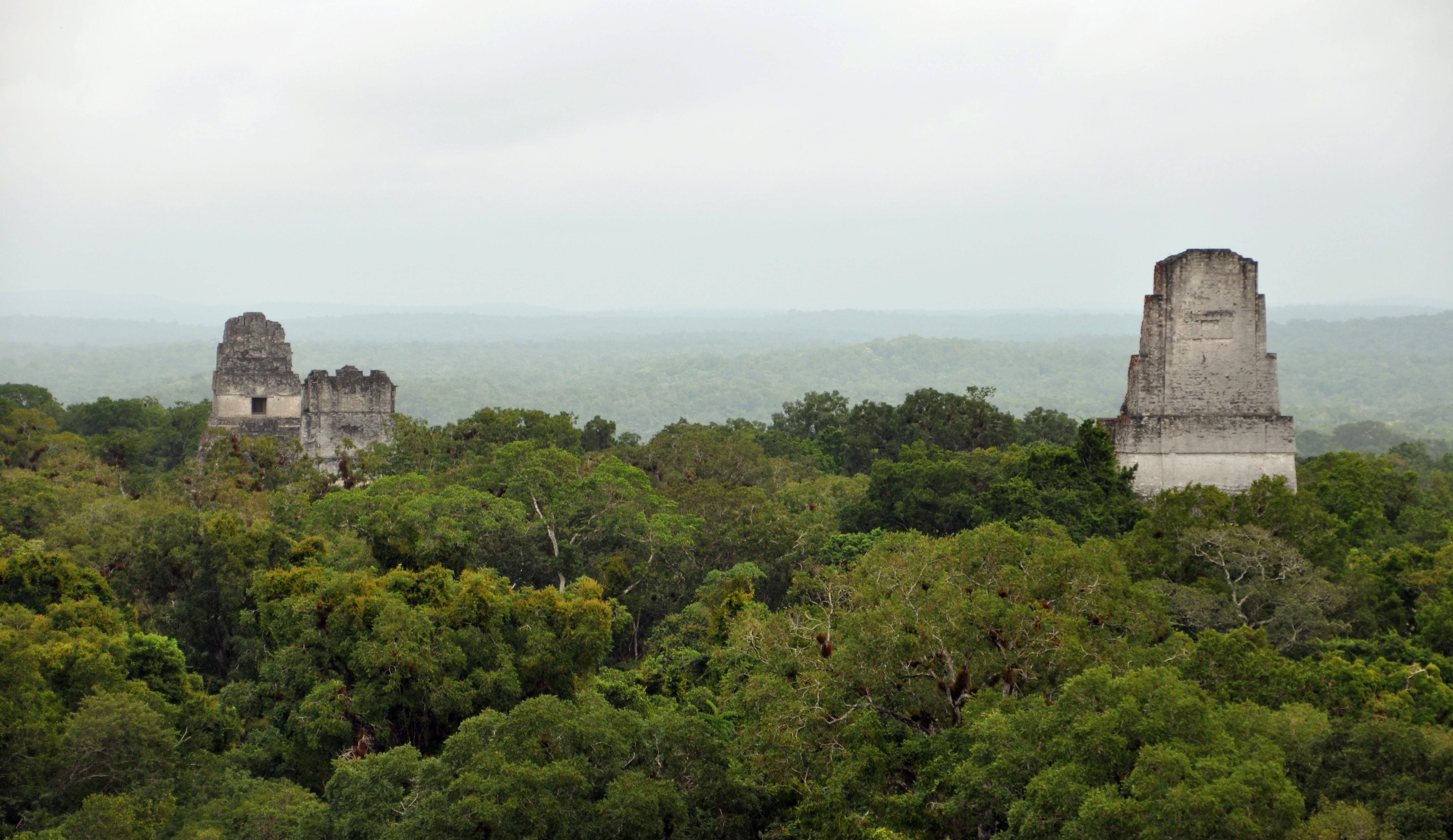
Temples I, II, III et V vus du Temple IV.

Il existe des milliers d'anciennes structures à Tikal et seule une fraction d'entre elles a été  fouillée, après des décennies de travaux archéologiques. Parmi les plus importants bâtiments encore debout, on dénombre six très grandes pyramides à degrés, répertoriées sous le nom de temples I à VI, dont chacune soutient la structure d'un temple à son sommet. Certaines de ces pyramides ont plus de 60 mètres de haut. Un numéro d'ordre leur a été attribué lors des premières fouilles du site. On estime que chacun de ces grands temples pourrait avoir été construit en moins de deux ans.
Les pyramides de Tikal sont tournées l'une vers l’autre, et les pièces construites au sommet de la pyramide présentent des cavités dans les murs de pierre qui servent d'amplificateurs à la voix qui est diffusée dans toutes les directions. Au sommet de la pyramide, l'Ajaw acquérait des qualités divines. La conception des architectes mayas s'est exprimée dans sa plénitude. En raison des résonateurs de pierre, la voix d'une personne située au sommet d'une pyramide et s'exprimant normalement peut être entendue par une autre personne se tenant debout au sommet d'une autre pyramide située à une distance étonnamment grande.
La majorité des pyramides actuellement visibles à Tikal ont été construites au cours de la résurgence de Tikal à la suite de l'hiatus de Tikal (c'est-à-dire à partir de la fin du VIIe siècle jusqu'au début du IXe siècle). Il convient de noter, toutefois, que la majorité de ces structures contient des sous-structures qui ont été initialement construites avant l'hiatus.

#### Temple I

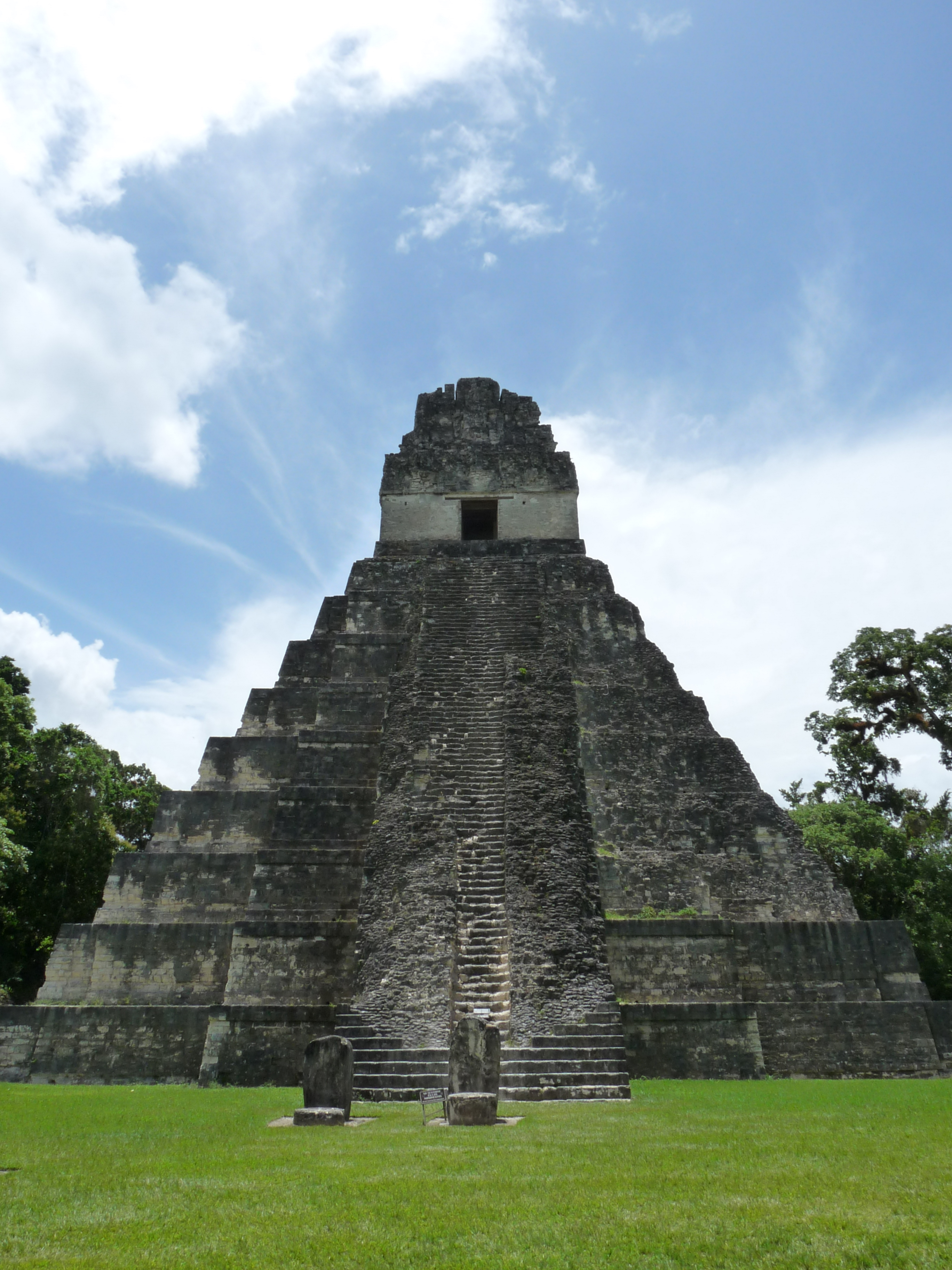
Temple I.

Le temple I se trouve le long du côté est de la grande place. C'est le monument emblématique de Tikal, dont il caractérise le style architectural. Officiellement, les archéologues le désignent par l'expression «Structure 5D-1 ».
Il est également connu populairement sous le nom de temple de Ah Cacao ou temple du grand Jaguar. Bâti vers 734, le temple est dressé sur un socle pyramidal à neuf degrés et couronné d'une crête faîtière («crestería» en espagnol). Il s'élève à 47 mètres de hauteur. Un escalier d'une seule volée conduit au temple proprement dit. Celui-ci est constitué de trois petites pièces en enfilade. Au-dessus de chaque porte se trouve un linteau en bois de sapotillier fabriqué à partir de plusieurs pièces de bois. Le linteau supérieur est brut, mais les deux linteaux inférieurs ont été sculptés, quelques-unes des poutres ont été enlevées au XIXe siècle et on ne sait pas ce qu’elles sont devenues, mais d'autres sont exposées dans des musées en Europe.
Le toit massif qui coiffe le temple est décoré d'une sculpture géante représentant un roi sur son trône, bien qu’il reste peu de trace de cette décoration.
Il s'agit d'une pyramide funéraire dédiée à Jasaw Chan K'Awil, l'un des plus grands k'uhul ajaw (ou divin seigneur) de Tikal qui a été enseveli dans la structure en l'an 734,, la pyramide a été achevée aux alentours de 740 – 750. Son tombeau fut découvert sous la pyramide par Aubrey Trik de l'université de Pennsylvanie en 1962. Connue sous le nom de Sépulture 116, elle constitue une rupture avec une longue tradition : les souverains étaient auparavant enterrés dans l'acropole nord. Parmi les objets récupérés dans la tombe de la période classique tardive, on a répertorié une grande collection d’os humains et d’os d’animaux décorés d’inscriptions et de dessins avec des scènes sophistiquées représentant des divinités et des personnes, finement sculptées et peintes de cinabre, ainsi que des ornements de jade et de coquillages et des récipients de céramique remplis d'offrandes de nourriture et de boissons,. La richesse de ces offrandes témoigne de la prospérité retrouvée de Tikal après l'hiatus. La pièce la plus somptueuse de l'ensemble est un vase en mosaïque de jade, dont le couvercle est un portrait du souverain.

#### Temple II

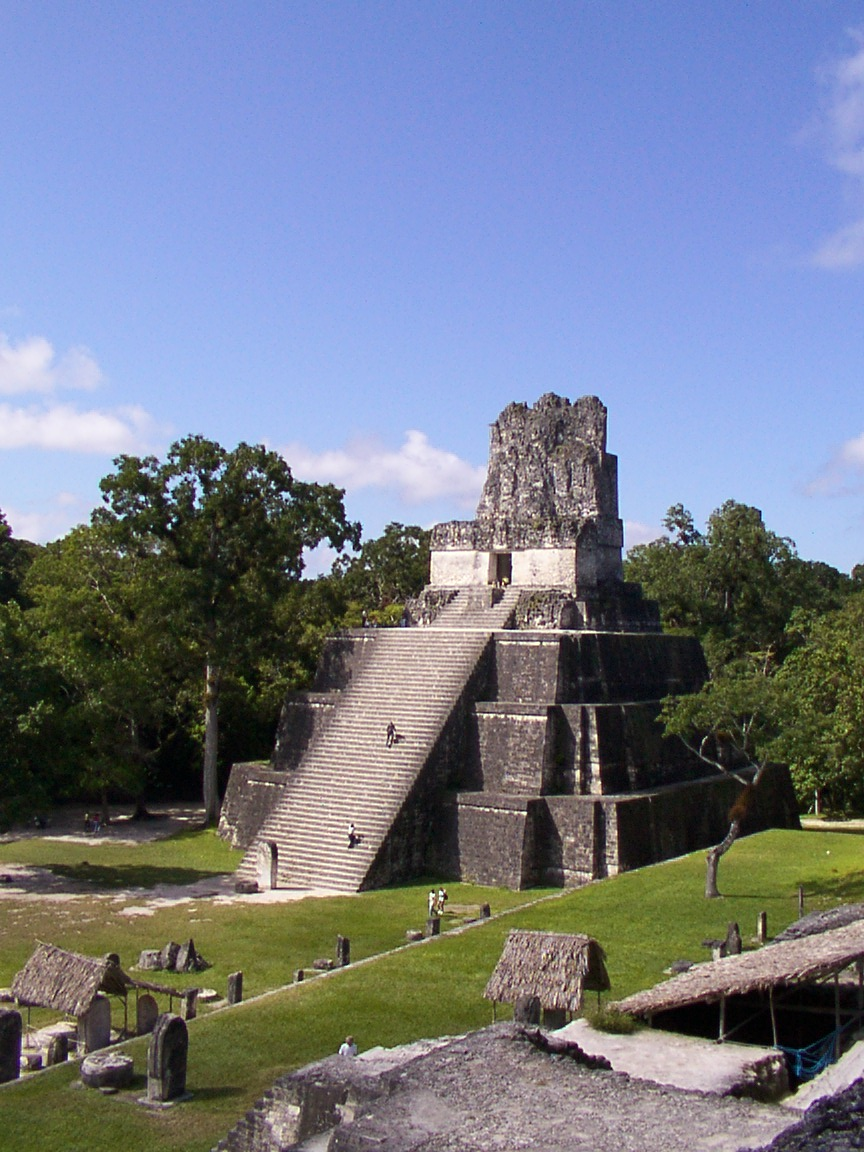
Temple II situé sur la place principale.

Le temple II (en) est situé le long du côté ouest de la Grande place, il fait donc face au temple I, mais la symétrie n'est qu'apparente, car les axes des escaliers sont différents. Il est également connu sous le nom de temple des masques. Il a été construit aux alentours de l'an 700 et sa hauteur est de 38 m. Comme d'autres grands temples de Tikal, le sommet du sanctuaire disposait de trois chambres en enfilade avec des portes soutenues par des linteaux de bois, dont seul celui du milieu était sculpté. Il est dédié à l'épouse de Jasaw Chan K'awiil, la Dame Lachan Unen Mo'. Comme les fouilles n'ont jamais livré de sépulture, on peut considérer l'édifice comme une espèce de cénotaphe. Le portrait de la reine a été sculpté sur le linteau de la porte située au sommet du sanctuaire. L'une des poutres de ce linteau est maintenant à l’American Museum of Natural History de l’État de New York,.

#### Temple III
C'est le dernier grand temple-pyramide construit à Tikal (également connu sous le nom de temple du Prêtre du Jaguar). Il fut bâti sous le règne de « Soleil noir ». La seule date connue de son règne (810) figure sur la Stèle 24 au pied du temple. Un linteau célèbre de ce temple représente un souverain corpulent vêtu d'une peau de jaguar qui pourrait représenter Soleil Noir exécutant une danse rituelle aux alentours de l'an 810.
La pyramide atteint 55 m de haut et le sanctuaire du temple possède deux chambres.

#### Temple IV

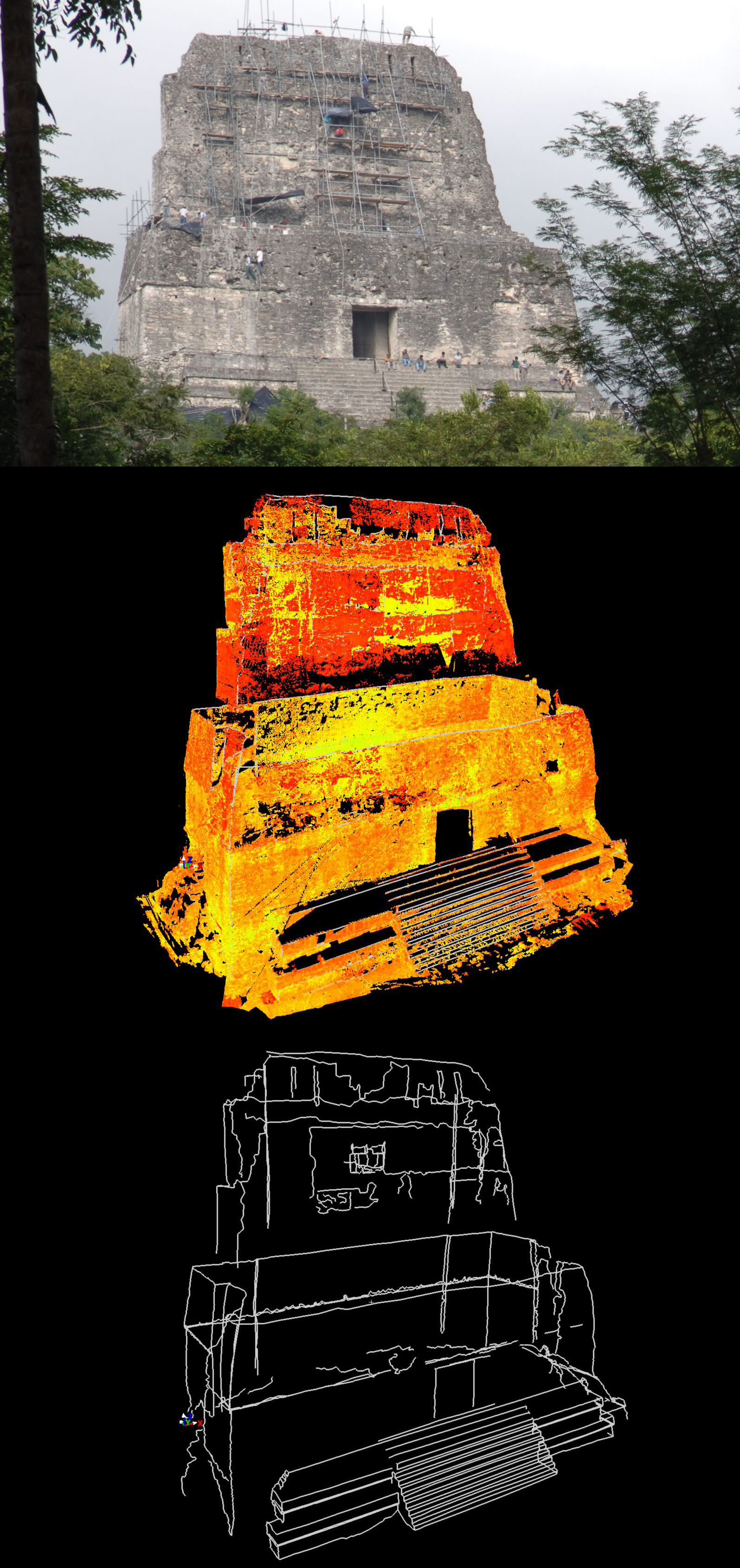
Photo, scan et image isométrique du toit du Temple IV, réalisés en utilisant des données acquises par un laser à balayage.

Il fait partie du groupe des temples-pyramides de Tikal. Construit sous le règne de Yik'in Chan K'awiil, il mesure 65 m entre le niveau du sol de la place et le sommet du toit,. Le temple proprement dit se dresse sur un socle pyramidal à trois degrés. On atteint actuellement le sommet par une piste difficile (l'escalier ayant presque disparu) ; il offre un remarquable point de vue sur le reste du site. Le temple IV marque le règne de Yik'in Chan Kawil (souverain B, le fils du souverain A ou Jasaw Chan K'awiil I) et deux linteaux de bois sculptés sur la porte qui mène au temple au sommet de la pyramide portent l'inscription d'une date en compte long (9.15.10.0.0) qui correspond à l'an 741 (Sharer 1994:169).
Le temple IV est la plus grande pyramide construite dans toute la région maya au VIIIe siècle, et tel qu'il est actuellement, il constitue la plus haute structure pré-colombienne des Amériques bien que la pyramide du Soleil de Teotihuacan pourrait avoir été plus grande à l'époque de sa construction, tout comme l'une des structures d'El Mirador.
En suivant la chaussée Maudslay vers le nord, on atteint les Complexes M, P et le Groupe H.

#### Temple V

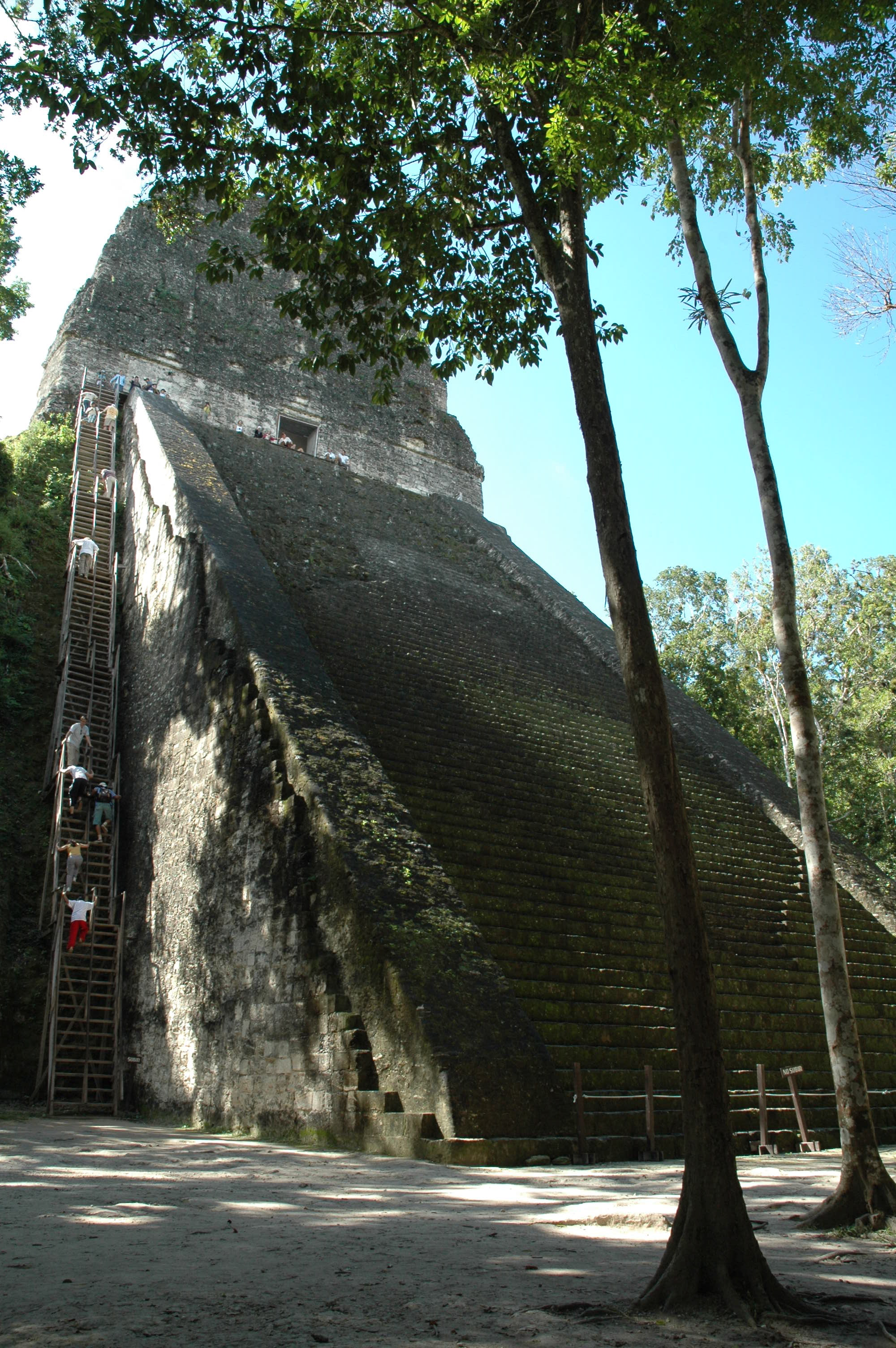
Temple V.

Haut de 59 m, le temple V (en) est le second plus grand temple-pyramide de Tikal. Le temple a été daté des environs de 700 apr. J.-C., au cours de la  période classique tardive, par le carbone 14 et la datation de la céramique associée à la structure des lieux situe sa construction sous le règne de Nun Bak Chak dans la seconde moitié du VIIe siècle. Les archéologues pensent qu'il s'agit du lieu de sépulture d'un roi inconnu.

#### Temple VI
Le Temple VI est le dernier des grands temples-pyramides de Tikal à avoir été découvert. Il pourrait avoir été commencé sous le règne de Yik'in Chan K'awiil et terminé sous son successeur. Il aurait été consacré en l'an 766.
Il est également connu sous le nom de Temple des inscriptions, car sur le panneau central de la crête faîtière du temple figure une des plus longues inscriptions du site. Les glyphes de cette inscription ont un caractère monumental : ils sont larges de 85 cm. Elle couvre 1905 années d'histoire et plonge dans un passé légendaire : la première date remonte à 1139 av. J.-C. D'une hauteur de 25 m, il diffère sensiblement des autres monuments du même type à Tikal : il possède trois portes. Le temple fait face à une place du côté Ouest et sa façade n’a pas été restaurée.

#### Autres structures

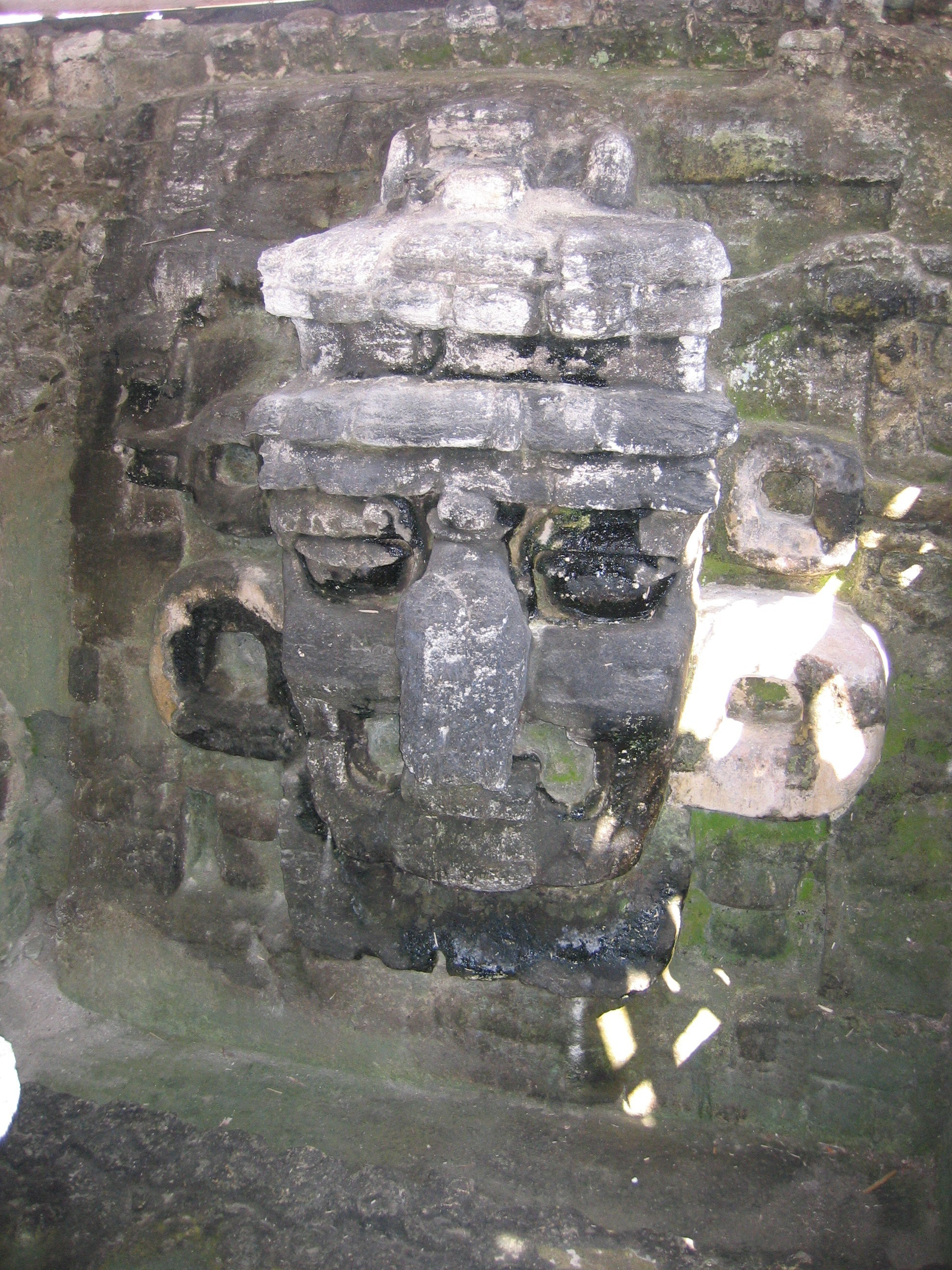
Masque en stuc ornant les grandes sous-structure du Temple 33.

Le temple 33 est une pyramide funéraire érigée sur la tombe de Siyaj Chan K'awiil I (connue sous le nom de sépulture 48) dans l'acropole Nord. Il a d’abord été construit, au cours de la période classique ancienne, comme une plate-forme à large base décorée de grands masques en stuc qui flanquaient l'escalier. Plus tard au cours de la période classique ancienne une nouvelle superstructure a été ajoutée, avec ses propres masques et ses panneaux décorés. Au cours de l'hiatus un troisième étage a été construit par-dessus les constructions antérieures, l'escalier a été démoli et une autre sépulture royale, d'un roi non identifié, a été incorporée à la structure (sépulture 23). Pendant que la nouvelle pyramide était construite, une autre tombe d’un personnage de haut rang (sépulture 24) a été insérée dans les fondations du bâtiment. La pyramide a ensuite été achevée, pour atteindre 33 m de haut.
La structure 34 est une pyramide de l'acropole Nord qui a été construite par Siyaj Chan K'awiil II sur la tombe de son père, Yax Nuun Ayiin I. La pyramide était surmontée d'un temple de trois chambres situées l'une derrière l'autre.

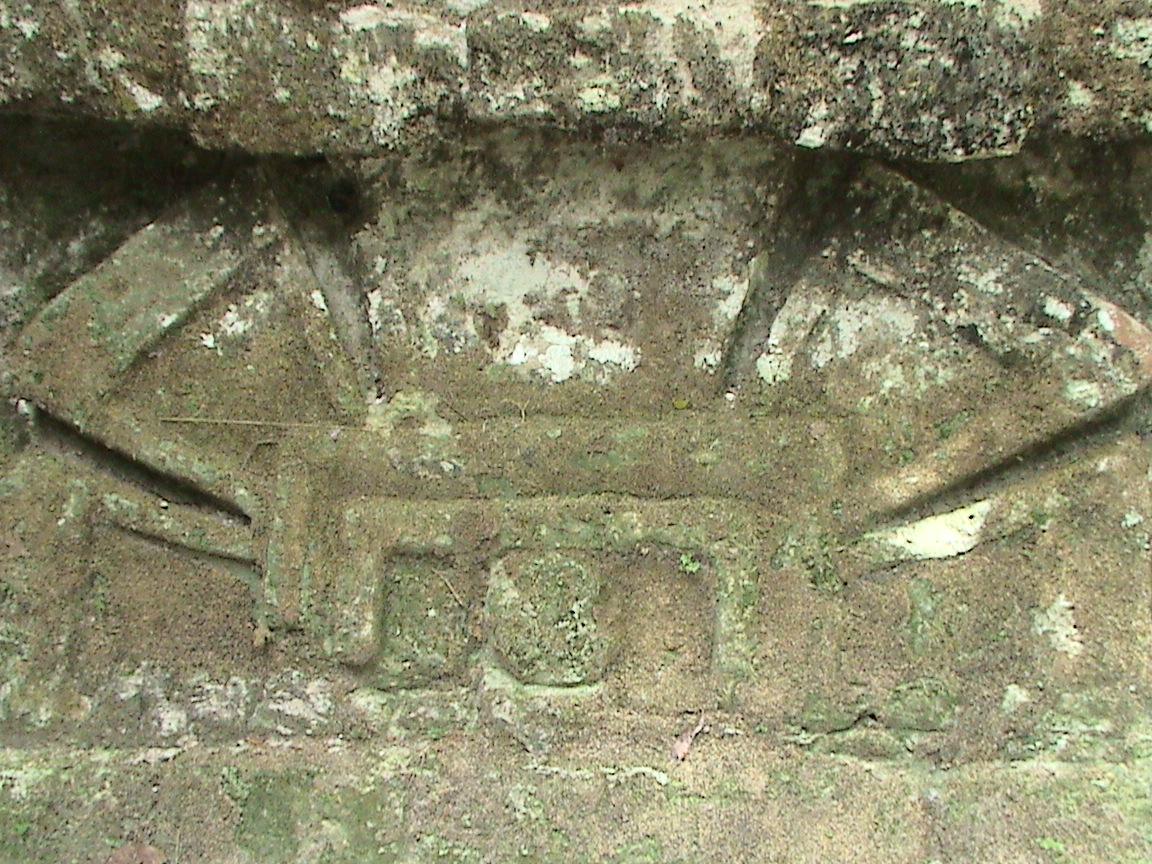
Détail d'imagerie de Teotihuacan représentant la décoration de la pente des sections talud des côtés en talud-tablero de la structure 5D-43.

La structure 5D-43 est un temple inhabituel de la place Est, construit par-dessus un complexe de pyramides jumelles préexistantes. Il a été construit à l’extrémité de la Place du jeu de balle Est et possédait quatre portes d'entrée et trois escaliers, le quatrième côté (sud) était trop proche de l'Acropole centrale pour pouvoir y installer un escalier. Le bâtiment dispose d'une plate-forme au profil Talud-tablero, avec une modification du style original de Teotihuacan. En fait, il a été suggéré que le style du bâtiment avait davantage d'affinités avec El Tajín et Xochicalco qu’avec Teotihuacan lui-même. Les panneaux verticaux tablero sont fixés entre les panneaux en pente talud et sont décorés avec des symboles de disques appariés. Des symboles formés de grandes fleurs sont disposés dans la pente des panneaux talud, liés aux symboles de Vénus et de l'étoile utilisés à Teotihuacan. Le toit de la structure a été décoré avec des frises, bien qu’il n’en reste que des fragments, montrant un visage monstrueux, peut-être un jaguar, avec une autre la tête sortant de la bouche. La deuxième tête possède une langue fourchue, mais il ne s’agit probablement pas d'un serpent. Le temple et le jeu de balle qui lui est associé, datent probablement du règne de Nuun Ujol Chaak ou de celui de son fils Jasaw Chan K'awiil I, dans la dernière partie du VIIe siècle.
La structure 5C- 49 possède un style architectural clairement apparenté à celui de Teotihuacan, il présente des balustres, un élément architectural qui est très rare dans la région maya, et une façade en Talud-tablero; Elle date du IVe siècle apr. J.-C.. Elle est située à proximité de la pyramide du monde perdu.
La structure 5C-53 est une petite plateforme du style de Teotihuacan qui remonte aux environs de l'an 600. Elle possédait des escaliers sur les quatre côtés et n'avait pas de superstructure.
La structure 5D-96 est le temple central situé sur le côté est de la place des sept temples. Elle a été restaurée et sa paroi extérieure arrière est décorée avec les motifs du crâne et des os entrecroisés.
Le groupe 6C-16 est un complexe résidentiel pour l'élite qui a été soigneusement fouillé. Il se trouve à quelques centaines de mètres au sud du complexe du Monde perdu et les fouilles ont révélé des masques en stuc, des peintures murales représentant des joueurs de balle, des bas-reliefs et des bâtiments possédant des caractéristiques de Teotihuacan.
La structure 5D-74 est un petit terrain de jeu de balle qui se situe entre le temple I et l'acropole centrale.

#### Complexe du Monde perdu
Il comprend trente-trois structures et constitue un des deux plus anciens noyaux d'occupation de Tikal avec l'acropole nord. Les archéologues l'ont baptisé du nom de « Lost World » (« Monde perdu ») parce que la jungle environnante évoquait le roman du même nom d'Arthur Conan Doyle. Ce nom s'est imposé au point qu'il est également employé en espagnol (« Mundo perdido »).
Haute de 30 m, la pyramide du monde perdu (structure 5C-54) constitua jusqu'au VIIe siècle le plus grand édifice de Tikal. Elle se situe dans la partie sud-ouest du noyau central de Tikal, au sud du temple III et à l'ouest du temple V,,. Elle a été décorée de masques en stuc représentant le dieu du soleil et date de la période préclassique tardive ; cette pyramide fait partie d'un complexe de structures fermées qui est resté intact et non touché par l'activité de construction plus tardive à Tikal. À la fin de la période préclassique tardive, cette pyramide était l'une des plus grandes structures de la région maya. Elle a atteint sa forme définitive sous le règne de Chak Tok Ich'aak au IVe siècle apr. J.-C., au cours de la période classique ancienne, avec une taille de plus de 30 m et des escaliers sur les quatre côtés avec un sommet plat qui pouvait éventuellement soutenir une superstructure construite avec des matériaux périssables,.
La pyramide forme avec trois petits édifices situés à l'est un ensemble E qui aurait eu une signification astronomique.

#### Palais des chauves-souris
Le palais des Chauves Souris est également connu sous le nom de palais des fenêtres et se trouve à l'ouest du temple III. Il possède deux étages, avec une double rangée de chambres à l'étage inférieur et une seule rangée à l'étage supérieur, qui a été restauré. Le palais présente des graffitis anciens et possède des fenêtres basses.

#### Complexe N

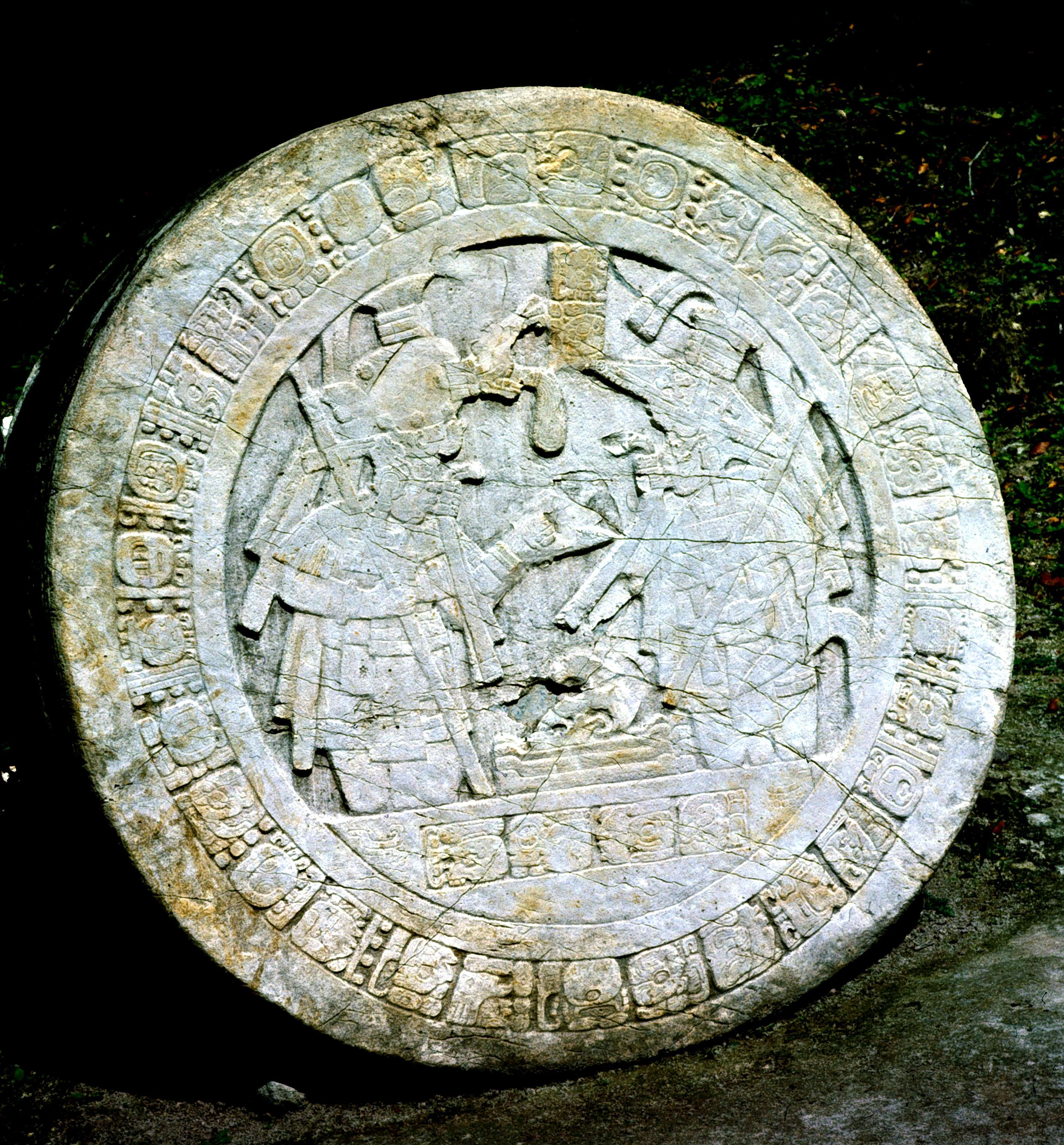
Autel 5.

Le complexe N est un complexe de pyramides jumelles, situé à l'ouest du palais de la chauve-souris et le Temple III et datant de l’an 711. Ce genre d'ensembles est typique de l'architecture de Tikal. On les construisait pour célébrer la fin d'un « katun » (cycle de vingt ans) dans le Compte long. Sur une plate-forme, deux pyramides à quatre escaliers sont orientées dans un axe est-ouest. Au sud se trouve un bâtiment à neuf portes ; au nord un enclos à l'intérieur duquel se trouve un ensemble stèle/autel. La stèle représente le souverain qui célèbre la fin du Katun, tandis que l'autel représente en général un ennemi vaincu. Le complexe N est le deuxième à avoir été construit sous le règne de Jasaw Chan K'awiil I. La stèle 16, qui représente ce souverain, porte la date de 711. Le magnifique autel 5 diffère du 
modèle courant : il représente Jasaw Chan K'awiil et un seigneur de Masaal en train d'exécuter un rituel qui implique la manipulation des ossements d'une femme de haut rang.

### Autels
L’autel 5 présente le portrait sculpté de deux nobles, dont l'un est probablement Jasaw Chan K'awiil I. Ils accomplissent un rituel utilisant les os d'une femme importante. L’autel 5 a été trouvé dans le complexe N qui se trouve à l'ouest du temple III.
L’autel 8 est orné d’une sculpture représentant un captif lié. Il a été trouvé au complexe P dans le groupe H et est maintenant au Museo Nacional de Arqueologia y Etnología à Guatemala City.
L’autel 9 est associé à la stèle 21 et présente la sculpture d'un captif lié. Il est situé en face du temple VI.
L’autel 10 est orné d'une sculpture représentant un captif attaché à un échafaud. Il est situé dans l'enceinte Nord du groupe Q, un complexe de pyramides jumelles et a souffert de l'érosion.

### Linteaux

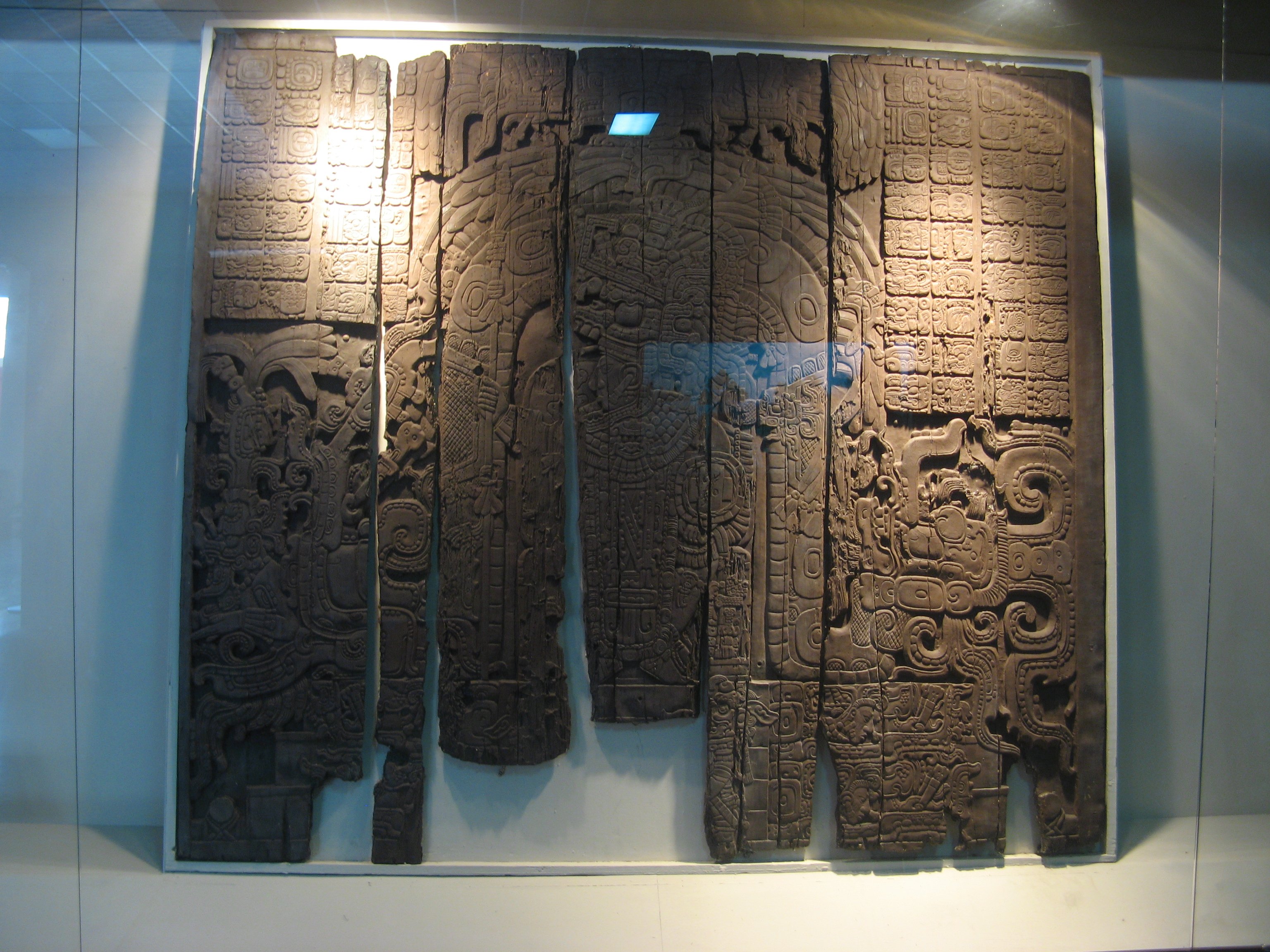
Linteau 3 du temple IV sculpté dans du bois de sapotillier. Il célèbre une victoire militaire de Yik'in Chan K'awiil en 743.

À Tikal, des faisceaux en bois de sapotillier ont été placés comme linteaux pour soutenir les portes intérieures des temples. Ce sont les linteaux en bois les plus richement sculptés qui nous soient parvenus parmi tous ceux provenant la région maya.
Le linteau 3 du temple IV a été apporté à Bâle en Suisse au XIXe siècle. Il était dans un état presque parfait et représente Yik'in Chan K'awiil assis sur un palanquin.

### Stèles
Les stèles sont des blocs de pierre sculptée, avec souvent des personnages et des hiéroglyphes gravés. Une sélection des plus remarquables stèles de Tikal peut s’établir comme suit : 
La stèle 1 date du Ve siècle et représente le roi Siyaj Chan K'awiil II en position debout, sur un masque de monstre ayant le signe de Tikal. Barre cérémonielle avec motif POP, ceinture trophée avec tête de jaguar. Face arrière l’inscription est incomplète (on ne sait pourquoi).[réf. nécessaire]
La stèle 4 est datée de 396, sous le règne de Yax Nuun Ayiin après l'intrusion de Teotihuacan dans la zone maya. La stèle comporte un mélange du style maya et de celui de Teotihuacan, et représente les divinités des deux cultures. Il dispose d'un portrait du roi avec le dieu souterrain Jaguar sous un bras et le dieu mexicain Tlaloc sous l'autre. Son casque est une version simplifiée du Serpent de guerre de Teotihuacan. Exceptionnellement pour la sculpture maya, mais conformément aux usages, de Teotihuacan, Yax Nuun Ayiin est représenté avec le visage de face, et non de profil.

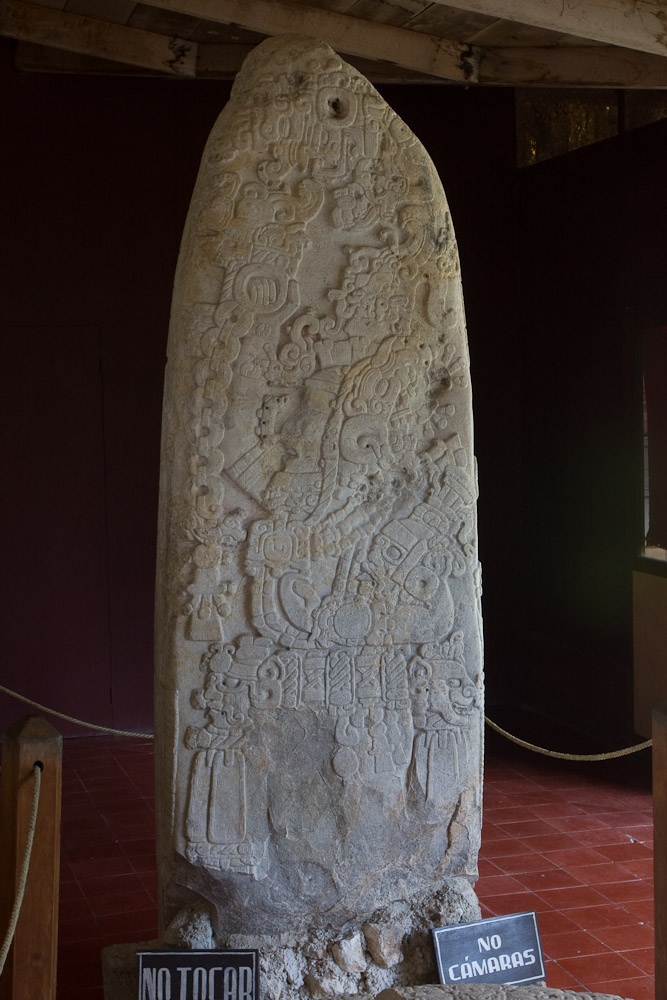
Stèle 31, avec une sculpture représentant Siyaj Chan K'awiil II.

La stèle 5 a été consacrée en 744 par Yik'in Chan K'awiil.
La stèle 6 est un monument endommagé datant de 514 et portant le nom de la « Dame de Tikal » qui a célébré la fin du 4e K'atun cette année-là.
La stèle 10 jumelée à la stèle12, est gravement endommagée. Elle décrit l'accession au trône de Kaloomte' B'alam au début du VIe siècle et les événements précédents de sa carrière, notamment la capture d'un prisonnier qui est représentée sur le monument.
La stèle 11 est le dernier monument jamais construit à Tikal ; Il a été consacré en 869 par Jasaw Chan K'awiil II.
La stèle 12 est liée à la reine connue sous le nom de « dame de Tikal » et au roi Kaloomte' B'alam. La reine est décrite comme exécutant des rituels de fin d’année mais le monument a été construit en l'honneur du roi.
La stèle 16 a été consacrée en 711, sous le règne de Jasaw Chan K'awiil I. La sculpture comporte un portrait du roi et un texte hiéroglyphique qui figurent sur la face avant du monument. Elle a été trouvée au complexe N, à l'ouest du temple III.
La stèle 18 présente un mélange des deux cultures de Teotihuacan et de Tikal : Signe POP ; coiffe de Tlaloc. Face arrière : Yax Nuun Ayiin I préside la cérémonie de fin de Katun.
La stèle 19 a été consacrée en 790 par Yax Nuun Ayiin II.
La stèle 20 a été découverte au complexe P, dans le groupe H et a été transférée à l'Etnología Museo Nacional de Arqueologia à Guatemala City.
La stèle 21 a été consacrée en 736 par Yik'in Chan K'awiil. Seul le bas de la stèle est intact, le reste ayant été mutilé dans les temps anciens. La sculpture retrouvée est de bonne qualité, constituée des pieds d'un personnage accompagné d’un texte hiéroglyphique. La stèle est associée à l'autel 9 et située en face du temple VI.
La stèle 22 a été consacrée en 771 par Yax Nuun Ayiin II dans l'enceinte nord de groupe Q, un complexe de pyramides. Le visage du personnage sur la stèle a été mutilé.
La stèle 23 a été brisée dans l'Antiquité et a été érigée à nouveau dans un immeuble d'habitation. Le portrait défiguré sur le monument est celui de la dénommée « Dame de Tikal », une fille de Chak Tok Ich'aak II qui devint reine à l'âge de six ans, mais n'a jamais régné elle-même, mais seulement en association avec un roi qui était son époux. Elle date du début du VIe siècle.
La stèle 24 a été érigée au pied du temple 3 en 810, accompagné par l'autel 7. Les deux ont été brisés en fragments dans les temps anciens, bien que le nom de Soleil Noir soit lisible sur trois fragments.
La stèle 28 est associé au 13ème souverain et a été volontairement endommagée. L’image de face se prolonge sur les faces latérales.
La stèle 29 est porteuse d’une date en compte un long (8.12.14.8.15) équivalent à 292, la plus ancienne date en compte long des basses terres mayas. La stèle est aussi le plus ancien monument à porter le glyphe emblème de Tikal. Elle porte une effigie du roi tourné vers la droite, tenant la tête du dieu jaguar de l'inframonde, l'une des divinités tutélaires de la cité. La stèle a été délibérément brisée au VIe siècle ou un peu plus tard, la partie supérieure a été enlevée et jetée dans une décharge à proximité du temple III, où elle a été découverte par des archéologues en 1959,.
La stèle 30 est le premier monument érigé après l'hiatus. Son style et l'iconographie est similaire à celui de Caracol, l'un des plus grands ennemis de Tikal.
La stèle 31 est le monument célébrant l’accession au trône de Siyaj Chan K'awiil II, également porteuse de deux portraits de son père, Yax Nuun Ayiin, représenté comme un jeune homme habillé en guerrier de Teotihuacan. Il porte un propulseur dans une main et un bouclier décoré avec le visage de Tlaloc, le dieu de la guerre de Teotihuacan. Dans les temps anciens la sculpture a été cassée et la partie supérieure a été déplacée au sommet du Temple 33 et rituellement enterrée. La Stèle 31 a été décrite comme la plus grande sculpture de la période classique ancienne retrouvée à Tikal. Un long texte hiéroglyphique est gravé à l’arrière du monument, le plus long texte qui nous soit parvenu de la période classique ancienne, qui décrit l'arrivée de Siyaj K'ak' à El Perú et Tikal en janvier 378. C’est également la première stèle de Tikal à avoir été gravée sur les quatre faces.
La stèle 32 est un monument en plusieurs fragments, avec une sculpture dans un style étranger, celui de Teotihuacan représentant apparemment le seigneur de cette ville avec les attributs du dieu de la tempête du centre du Mexique, Tlaloc, notamment les yeux globuleux et la coiffure à tresses.
La stèle 39 est un monument brisé qui a été érigé dans le complexe du monde perdu. La partie supérieure de la stèle est manquante, mais la partie inférieure montre le bas du corps et les jambes de Chak Tok Ich'aak, tenant une hache en silex dans sa main gauche. Il piétine le visage d'un captif lié, richement vêtu. Le monument est daté de 376. Le texte à l’arrière du monument décrit le rite de la saignée destiné à célébrer la fin du Katun. La stèle présente aussi le nom du père de Chak Tok Ich'aak I, K'inich Muwaan Jol.
La stèle 40 est ornée d'un portrait de Kan Chitam et porte la date de 468.

### Sépultures

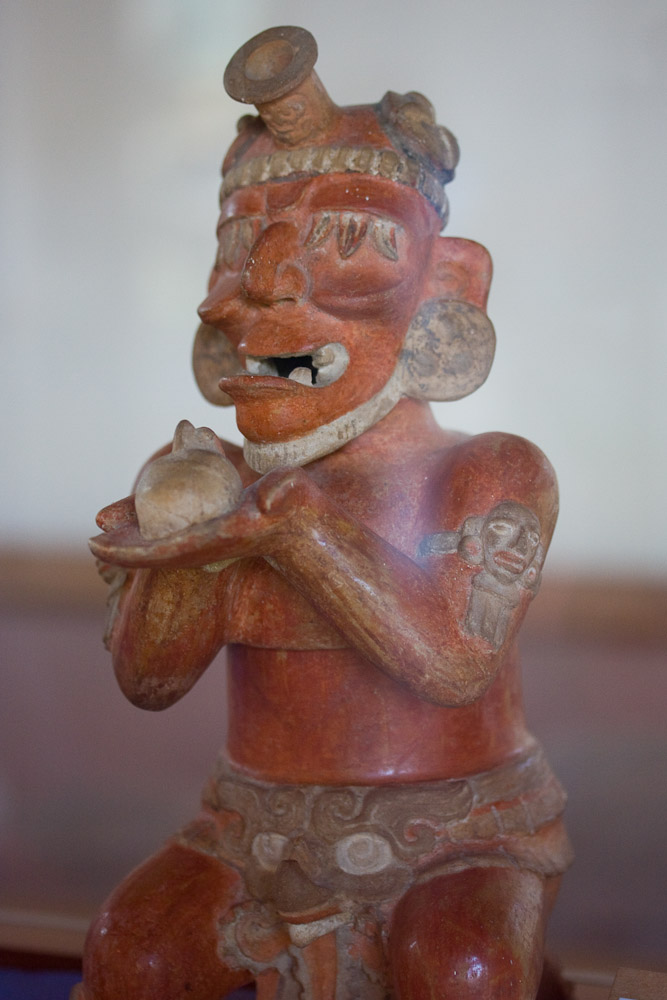
Encensoir en céramique représentant le « vieux dieu », découverte dans la sépulture 10.

La sépulture 1 est une tombe du complexe du monde perdu. Un bol de céramique fine a été retrouvé dans la tombe, avec une poignée formée d’une tête et du cou d'un oiseau en trois dimensions qui sort d'un corps en deux dimensions peint sur le couvercle.
La sépulture 10 est la tombe de Yax Nuun Ayiin. Elle est située sous la structure 34 dans l'acropole Nord. La tombe contenait un riche éventail d'offrandes, comprenant des récipients en céramique et de la nourriture, et neuf jeunes gens ont été sacrifiés pour accompagner le roi dans la mort. Un chien a également été enseveli avec le roi défunt. Des pots de la tombe ont été recouverts de stuc et peints et beaucoup d’entre eux présentent un mélange des styles maya et de Teotihuacan. Parmi les offrandes on note un encensoir sous forme d'un dieu de l'inframonde, représenté en vieillard assis sur un tabouret en os humain et tenant une tête coupée dans ses mains. Le tombeau a été scellé avec une voûte en encorbellement, puis la pyramide a été construite par-dessus.
La sépulture 48 est généralement considérée comme le tombeau de Siyaj Chan K'awiil II. Elle est située sous le Temple 33 dans l'Acropole Nord,. La chambre de la tombe a été creusée dans le rocher et contenait les restes du roi lui-même ainsi que ceux de deux adolescents qui avaient été sacrifiés afin d'accompagner le souverain défunt. Les parois de la tombe ont été recouvertes de stuc peint en blanc avec des hiéroglyphes qui mentionnaient une date en compte long correspondant au 20 mars 457 probablement la date de l'inhumation du roi qui était décédé le 3 février 456. Le squelette du roi avait perdu son crâne, ses fémurs et une de ses mains tandis que les squelettes des victimes sacrifiées étaient intacts.
La sépulture 85 date de la fin de la période préclassique et était entouré d'une plate-forme, avec une voûte primitive en encorbellement. La tombe contenait un seul squelette mâle, à qui manquaient le crâne et les fémurs,. Le fondateur de la dynastie de Tikal, Yax Ehb' Xook, a été relié à ce tombeau, qui se trouve en plein cœur de l'acropole Nord. Le défunt était sans doute mort au combat et son corps avait été mutilé par ses ennemis avant d'être récupéré et enterré par ses sujets. Les os ont été soigneusement emballés dans des tissus pour former un paquet en position assise. La tête manquante a été remplacée par un petit masque en pierre verte avec des dents incrustées de coquillage et portant sur les yeux un bandeau royal à trois branches,. Cette tête porte un emblème royal sur le front et est un des rares portraits de roi des bases terres mayas de la période préclassique. Parmi le contenu de la tombe se trouvaient des arêtes de Dasyatidae, une coquille de Spondylus et vingt-six récipients en céramique.
La sépulture 116 est le tombeau de Jasaw Chan K'awiil I. Il s’agit d’une grande chambre voûtée profondément enfouie dans la pyramide, au-dessous du niveau de la grande place. La tombe contenait de riches offrandes, des céramiques de jadéite, des coquillages et des œuvres d'art. Le corps du roi était couvert de nombreux ornements de jade, notamment un collier avec d’énormes perles, comme celles qui sont représentées sur le portrait sculpté du roi. Une des pièces récupérée dans la tombe était un récipient orné de mosaïque en jade avec le couvercle à l'effigie sculptée du roi lui-même.
La sépulture 195 a été inondée par la boue dans l'antiquité. Cette inondation a couvert les objets en bois qui étaient complètement pourris au moment où la tombe a été fouillée, laissant des empreintes en creux dans la boue séchée. Les archéologues ont rempli ces creux de plâtre et ensuite dégagé quatre effigies du dieu K'awiil, les originaux en bois ayant depuis longtemps disparu.
La sépulture 196 est un tombeau royal de la période classique tardive qui contenait un récipient en mosaïque de jade surmonté de la tête du dieu du maïs.

### Musées
Tikal possède deux musées :
- Museo sylvanus G. Morley. Le premier musée de Tikal, ouvert en 1964, a été baptisé en l'honneur du mayaniste Sylvanus Morley. On y trouve entre autres une reconstitution de la sépulture 116 du temple I ;
- Museo de las Estelas. Ouvert en 1989, ce musée est destiné à abriter les stèles et les autels de Tikal. Dans une première étape, 24 monuments y ont été installés, pour les protéger des intempéries et du vandalisme. On y trouve entre autres les célèbres stèle 16 et autel 5 provenant du complexe N (où ils ont été remplacés par des répliques).

## Dans la culture
Hugo Pratt prit pour modèle le temple I de Tikal afin de dessiner la pyramide trônant sur l'île Quetzal. Située dans les Caraïbes, elle sert de décor à sa bande dessinée Mû, épisode de Corto Maltese paru en 1992.

#### En français
- Aude de Tocqueville et Karin Doering-Froger, Atlas des cités perdues, Arthaud, 2014, 143 p. (ISBN 9782081314689), p. 58.

#### En espagnol
- (es). Banco de Guatemala, « Monedas » (consulté le 13 novembre 2009).
- (es) William R. Coe, Tikal : Guía de las Antiguas Ruinas Mayas, Guatémala, Piedra Santa, 1967 (réimpr. 1988), 2e éd. (ISBN 978-84-8377-246-1).
- (es). Horacio Martínez et al., « Reconocimiento en la periferia de Tikal : Los Terraplenes Norte, Oeste y Este, nuevas exploraciones y perspectivas », Museo Nacional de Arqueología y Etnología, Guatemala, 2004 (consulté le 24 juin 2009), p. 635–641.
- (es). Estuardo Torres, « Parque Nacional Tikal », Ministerio de Cultura y Deportes, 2009 (consulté le 14 novembre 2009).

#### En anglais
Cette bibliographie recense trop d'ouvrages (janvier 2012). Les ouvrages doivent être de « référence » dans le domaine du sujet de l'article. Il peut être souhaitable de les insérer dans une référence et de les enlever de la section « bibliographie ». Il peut être également utile de créer un article bibliographique spécifique.
.
- (en) Richard E.W. Adams, The Cambridge History of the Native Peoples of the Americas, Vol. II: Mesoamerica, part 1, Cambridge, UK, Cambridge University Press, 2000, 1–44 p. (ISBN 0-521-35165-0, OCLC 33359444), « Introduction to a Survey of the Native Prehistoric Cultures of Mesoamerica ».
- (en) E. Wyllys Andrews et L. Fash William, Copán: The History of an Ancient Maya Kingdom, Santa Fe & Oxford, School of American Research Press and James Currey Ltd, 2005, 395–425 p. (ISBN 0-85255-981-X, OCLC 56194789), « Issues in Copán Archaeology ».
- (en) Michael D. Coe, The Maya, Londres et New York, Thames & Hudson, 1999, 6e éd. (ISBN 0-500-28066-5, OCLC 59432778).
- (en) David Drew, The Lost Chronicles of the Mayan Kings, Los Angeles, University of California Press, 1999.
- (en) William L. Fash et Ricardo Agurcia Fasquelle, Copán : The History of an Ancient Maya Kingdom, Santa Fe and Oxford, School of American Research Press and James Currey Ltd, 2005 (ISBN 0-85255-981-X, OCLC 56194789), « Contributions and Controversies in the Archaeology and History of Copán », p. 3–32.
- (en) Richardson B. Gill, The Great Maya Droughts : Water, Life, and Death, Albuquerque, University of New Mexico Press, 2000, 1re éd. (ISBN 978-0-8263-2194-7, OCLC 43567384, LCCN 00008555).
- (en) Norman Hammond, The Cambridge History of the Native Peoples of the Americas, vol. II : Mesoamerica, part 1, Cambridge, Cambridge University Press, 2000 (ISBN 0-521-35165-0, OCLC 33359444), « The Maya Lowlands: Pioneer Farmers to Merchant Princes », p. 197–249.
- (en) Peter D. Harrison, The Lords of Tikal. Rulers of an Ancient Maya City, Thames & Hudson, 1999.
- (en) Joyce Kelly, An Archaeological Guide to Northern Central America : Belize, Guatemala, Honduras, and El Salvador, Norman, University of Oklahoma Press, 1996 (ISBN 978-0-8061-2858-0, OCLC 34658843, LCCN 96021333).
- (en) Justin Kerr, « A Precolumbian Portfolio » [online database], FAMSI, 2008 (consulté le 10 avril 2012).
- (en) Matthew G. Looper, « New Perspectives on the Late Classic Political History of Quirigua, Guatemala », Ancient Mesoamerica, Cambridge and New York, Cambridge University Press, vol. 10, no 2,‎ 1999, p. 263–280 (ISSN 0956-5361, OCLC 86542758, DOI 10.1017/S0956536199101135).
- (en) Matthew G. Looper, Lightning Warrior : Maya Art and Kingship at Quirigua, Austin, University of Texas Press, 2003, 265 p. (ISBN 0-292-70556-5, OCLC 52208614, lire en ligne).
- (en) Simon Martin et Nikolai Grube, Chronicle of the Maya Kings and Queens : Deciphering the Dynasties of the Ancient Maya, Londres et New York, Thames & Hudson, 2000 (réimpr. 2008), 1re éd., 240 p. (ISBN 978-0-500-05103-0, OCLC 47358325, LCCN 99069615).
- (en) Simon Martin et Nikolai Grube, Chronicle of the Maya Kings and Queens : Deciphering the Dynasties of the Ancient Maya, Londres et New York, Thames & Hudson, 2008, 2e éd..
- (en) Mary Ellen Miller, Maya Art and Architecture, Londres et New York, Thames & Hudson, 1999 (ISBN 978-0-500-20327-9, OCLC 41659173, LCCN 99070938).
- (en) Mary Ellen Miller et Karl Taube, The Gods and Symbols of Ancient Mexico and the Maya : An Illustrated Dictionary of Mesoamerican Religion, Londres, Thames & Hudson, 1993 (ISBN 978-0-500-05068-2, OCLC 27667317, LCCN 92080338).
- (en) David Salisbury et Mimi Koumenalis, « Newly revealed hieroglyphs tell story of superpower conflict in the Maya world », Exploration: the online research journal of Vanderbilt University, Nashville, TN, Vanderbilt University Office of Science and Research Communications,‎ 19 septembre 2002 (OCLC 50324967, lire en ligne, consulté le 10 avril 2012).
- (en) Linda Schele et Peter Mathews, The Code of Kings : The language of seven Maya temples and tombs, New York, Simon & Schuster, 1999, 1re éd., 432 p. (ISBN 978-0-684-85209-6, OCLC 41423034, LCCN 97036409, lire en ligne).
- (en) Robert J. Sharer et Loa P. Traxler, The Ancient Maya, Stanford, CA, Stanford University Press, 2006, 6e éd., 931 p. (ISBN 978-0-8047-4817-9, OCLC 57577446, LCCN 2005003043, lire en ligne).
- (en) StarWars.com, « Star Wars: Episode IV A New Hope », Lucasfilm Ltd (consulté le 13 novembre 2009).
- (en) UNESCO World Heritage Centre, « Tikal National Park », UNESCO World Heritage Centre (consulté le 13 novembre 2009).
- (en) Juan Antonio Valdés et Federico Fahsen, The Terminal Classic in the Maya lowlands : Collapse, transition, and transformation, Boulder, University Press of Colorado, 2005, 162–194 p. (ISBN 0-87081-822-8, OCLC 61719499), « Disaster in Sight: The Terminal Classic at Tikal and Uaxactun ».
- (en) David L. Webster, The Fall of the Ancient Maya : Solving the Mystery of the Maya Collapse, Londres, Thames & Hudson, 2002, 368 p. (ISBN 978-0-500-05113-9, OCLC 48753878, LCCN 2001094765).